# Malaysia
Malaysia là một quốc gia quân chủ lập hiến liên bang tại Đông Nam Á, lãnh thổ bao gồm 13 bang và ba lãnh thổ liên bang với tổng diện tích là 330,803 km². Malaysia bị tách làm hai phần thông qua biển Đông thành Malaysia bán đảo và Đông Malaysia trên đảo Borneo. Malaysia bán đảo có biên giới trên bộ và trên biển với Thái Lan, và có biên giới trên biển với Indonesia, Việt Nam và Singapore. Đông Malaysia có biên giới trên bộ và trên biển với Brunei, Indonesia, có biên giới trên biển với Việt Nam và Philippines, và giáp biên giới với Campuchia qua Vịnh Thái Lan. Thủ đô là Kuala Lumpur, nhưng trụ sở của chính phủ liên bang được đặt tại Putrajaya. Năm 2020, dân số Malaysia ước tính là 32,44 triệu người, 22,6 triệu sinh sống tại Malaysia bán đảo. Malaysia có điểm cực nam của lục địa Á-Âu là Tanjung Piai. Malaysia là một quốc gia nhiệt đới và là một trong 17 quốc gia đa dạng sinh học nhất trên thế giới với nhiều loài đặc hữu.
Malaysia bắt nguồn từ các vương quốc Mã Lai hiện diện trong khu vực và từ thế kỷ 18, các vương quốc này bắt đầu lệ thuộc vào Đế quốc Anh. Các lãnh thổ đầu tiên của Anh được gọi là các khu định cư Eo biển. Các lãnh thổ tại Malaysia bán đảo được hợp nhất thành Liên hiệp Malaya vào năm 1946. Malaya được cải tổ thành Liên bang Malaya vào năm 1948 và trở thành nước độc lập vào ngày 31 tháng 8 năm 1957. Malaya hợp nhất với Bắc Borneo, Sarawak và Singapore vào ngày 16 tháng 9 năm 1963 thành Malaysia. Tuy nhiên, đến năm 1965, Singapore bị trục xuất khỏi liên bang.
Malaysia là một quốc gia đa dân tộc và văn hóa, đặc điểm này đóng một vai trò lớn trong hệ thống chính trị quốc gia. Hồi giáo là quốc giáo nhưng quyền tự do tôn giáo được đảm bảo. Nhà nước của Malaysia có mô hình gần với hệ thống Westminster và hệ thống pháp luật dựa trên thông luật kiểu Anh Quốc. Quốc vương là nguyên thủ quốc gia, được chọn từ các quân chủ kế tập của chín bang Mã Lai theo chế độ quân chủ, thay đổi sau mỗi 5 năm. Thủ tướng là người đứng đầu chính phủ liên bang.
Sau khi giành độc lập, Malaysia trở thành một trong những nước có nền kinh tế phát triển nhanh và bền vững nhất tại châu Á, GDP tăng trưởng liên tục, trung bình ở mức 6,5% trong gần 50 năm liên tiếp, chỉ số phát triển con người đạt mức rất cao. Về truyền thống, yếu tố thúc đẩy cho kinh tế Malaysia là các nguồn tài nguyên thiên nhiên, song, quốc gia này hiện cũng đang rất phát triển trong các lĩnh vực công nghiệp nặng, khoa học ứng dụng, du lịch, thương mại và y tế. Hiện tại, Malaysia có một nền kinh tế thị trường công nghiệp mới, có GDP danh nghĩa lớn thứ 3 tại Đông Nam Á sau Thái Lan và Indonesia qua nhiều năm. Malaysia là thành viên Hiệp hội các quốc gia Đông Nam Á, Hội nghị cấp cao Đông Á, Tổ chức Hợp tác Hồi giáo, Liên Hợp Quốc, Tổ chức Thương mại Thế giới, Diễn đàn Hợp tác Kinh tế châu Á - Thái Bình Dương, Khối Thịnh vượng chung và Phong trào không liên kết.

## Tên gọi

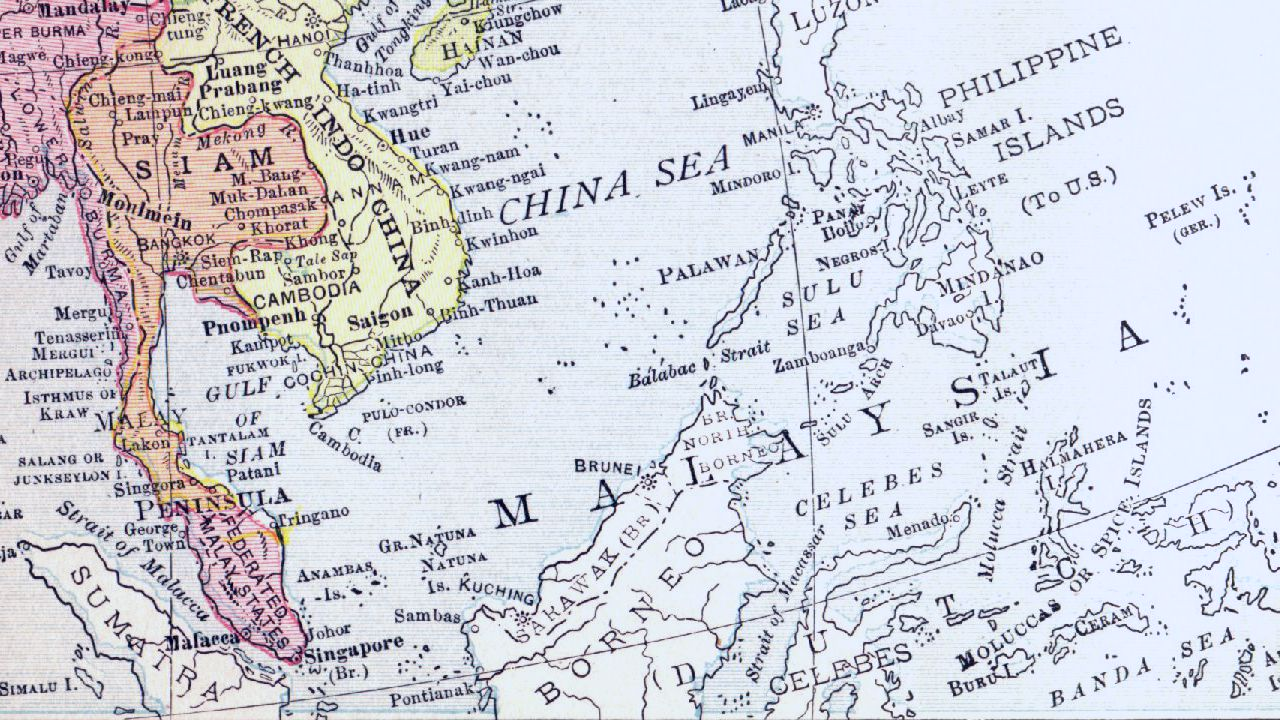
"Malaysia" được sử dụng làm nhãn cho Quần đảo Mã Lai trên bản đồ năm 1914 từ tập bản đồ Hoa Kỳ

Tên "Malaysia" bắt nguồn từ "Malay", chữ s là chữ cái đầu của 2 bang Sabah và Sarawak và hậu tố tiếng Hy Lạp "-ia" "Malay" là một từ ngữ quốc gia chỉ người Mã Lai, một nhóm sắc tộc Nam Đảo và một quốc gia có nguồn gốc từ Đông Nam Á hải đảo. Nguồn gốc của từ "Malay" là không chắc chắn và tuân theo các lý thuyết khác nhau. Văn học sử thi bản địa, Biên niên sử Mã Lai, liên kết nguồn gốc từ nguyên của "Malay" với Sungai Melayu trong Sumatra. Thuật ngữ này được cho là bắt nguồn từ từ tiếng Mã Lai melaju, sự kết hợp của lời nói tiền tố "tôi" và từ gốc laju, có nghĩa là "tăng tốc", được sử dụng để mô tả dòng chảy mạnh của dòng sông. Một lý thuyết khác khẳng định nguồn gốc của nó từ tiếng Tamil các từ "malai" và "ur" có nghĩa là "núi" và "thành phố, vùng đất". được tìm thấy trong bản khắc của thế kỷ 11 của Đền Brihadeeswarar.
Tuy nhiên, các biến thể âm thanh tương tự cũng đã xuất hiện trong các tài khoản cũ hơn thế kỷ 11, thường được sử dụng như là từ đồng nghĩa cũ với các phần của Eo biển Malacca. Văn bản tiếng Phạn Vayu Purana được cho là tồn tại từ thiên niên kỷ thứ nhất TCN, đã đề cập đến một vùng đất gọi là "Malayadvipa" được một số học giả xác định là bán đảo Mã Lai. Các loại cắt nghĩa đáng chú ý khác là vào thế kỷ thứ 2 Geographia của Ptolemy đã ghi lại tên Maleu-Kolon cho bờ biển phía tây của Golden Chersonese, và thế kỷ thứ 7 Yijing cắt nghĩa của Mo-Lo-Yu. Thuật ngữ "Malay" được cho là đã phát triển thành dân tộc với sự ra đời của Vương quốc Malacca, có trụ sở tại bán đảo Mã Lai, như một cường quốc khu vực trong thế kỷ 15. Hồi giáo đã thiết lập một bản sắc dân tộc ở Malacca với thuật ngữ "Malay" sau đó, bắt đầu xuất hiện như có thể hoán đổi với người Malacca, đặc biệt là trong việc mô tả sở thích văn hóa của người Malacca đối với người nước ngoài.
Trước khi thực dân châu Âu đặt chân đến, bán đảo Mã Lai được biết đến như là "Tanah Melayu" ("Vùng đất Mã Lai"). Theo phân loại chủng tộc được tạo ra bởi một học giả người Đức Johann Friedrich Blumenbach, người bản địa của Đông Nam Á hải đảo đã được nhóm thành một loại duy nhất, chủng tộc Mã Lai. Sau cuộc thám hiểm của hoa tiêu Pháp Jules Dumont d'Urville đến Châu Đại Dương vào năm 1826, sau đó ông đã đề xuất sự giao thiệp của "Malaysia", "Micronesia" và "Melanesia" cho Société de Géographie vào năm 1831, phân biệt các nền văn hóa Thái Bình Dương và các nhóm đảo với thuật ngữ hiện có "Polynesia". Dumont d'Urville mô tả Malaysia là "một khu vực thường được gọi là Đông Ấn". Theo thuật ngữ hiện đại, "Malay" vẫn là tên của một sắc tộc tôn giáo của người Nam Đảo chủ yếu sinh sống trên Bán đảo Mã Lai và một phần của các đảo lân cận Đông Nam Á, bao gồm cả bờ biển phía đông Sumatra, bờ biển của Borneo và những hòn đảo nhỏ hơn nằm giữa những khu vực này.
Malaysia giành được độc lập từ Vương quốc Anh vào năm 1957 đã lấy tên là "Liên bang Mã Lai", được chọn để ưu tiên cho các tên tiềm năng khác như "Langkasuka", theo tên của vương quốc lịch sử nằm ở phía trên phần bán đảo Mã Lai trong thiên niên kỷ thứ nhất TCN. Tên "Malaysia" được thông qua vào năm 1963 khi các bang hiện có của Liên bang Mã Lai, cộng với Singapore, Bắc Borneo và Sarawak thành lập một liên bang mới. Một giả thuyết đặt ra cái tên đã được chọn sao cho "si" đại diện cho sự bao gồm Singapore, Bắc Borneo và Sarawak đến Mã Lai vào năm 1963
 Các chính trị gia ở Philippines dự tính đổi tên nhà nước thành "Malaysia" trước khi đất nước hiện đại lấy tên.

## Lịch sử
Có bằng chứng về việc người hiện đại cư trú tại Malaysia cách nay 40.000 năm. Tại bán đảo Mã Lai, các cư dân đầu tiên được cho là người Negrito. Các thương nhân và người định cư từ Ấn Độ và Trung Quốc đến từ thế kỷ I CN, lập nên các thương cảng và đô thị duyên hải vào thế kỷ II và III. Sự xuất hiện của họ khiến ảnh hưởng của Ấn Độ và Trung Quốc có tác động mạnh đối các văn hóa bản địa, và người dân trên bán đảo Mã Lai tiếp nhận Ấn Độ giáo và Phật giáo. Các bản khắc bằng tiếng Phạn xuất hiện từ thế kỷ IV hoặc V. Vương quốc Langkasuka nổi lên vào khoảng thế kỷ II ở khu vực bắc bộ của bán đảo Mã Lai, tồn tại cho đến khoảng thế kỷ XV. Từ thế kỷ VII đến thế kỷ XIII, phần lớn nam bộ bán đảo Mã Lai là một phần của đế quốc hàng hải Srivijaya. Sau khi Srivijaya sụp đổ, đế quốc Majapahit có ảnh hưởng đối với hầu hết Malaysia bán đảo và quần đảo Mã Lai. Hồi giáo bắt đầu truyền bá trong cộng đồng người Mã Lai vào thế kỷ XIV. Vào đầu thế kỷ XV, một hậu duệ của hoàng thất Srivijaya là Parameswara thành lập Vương quốc Malacca, đây thường được xem là quốc gia độc lập đầu tiên tại bán đảo Mã Lai. Đương thời, Malacca là một trung tâm thương mại quan trọng.

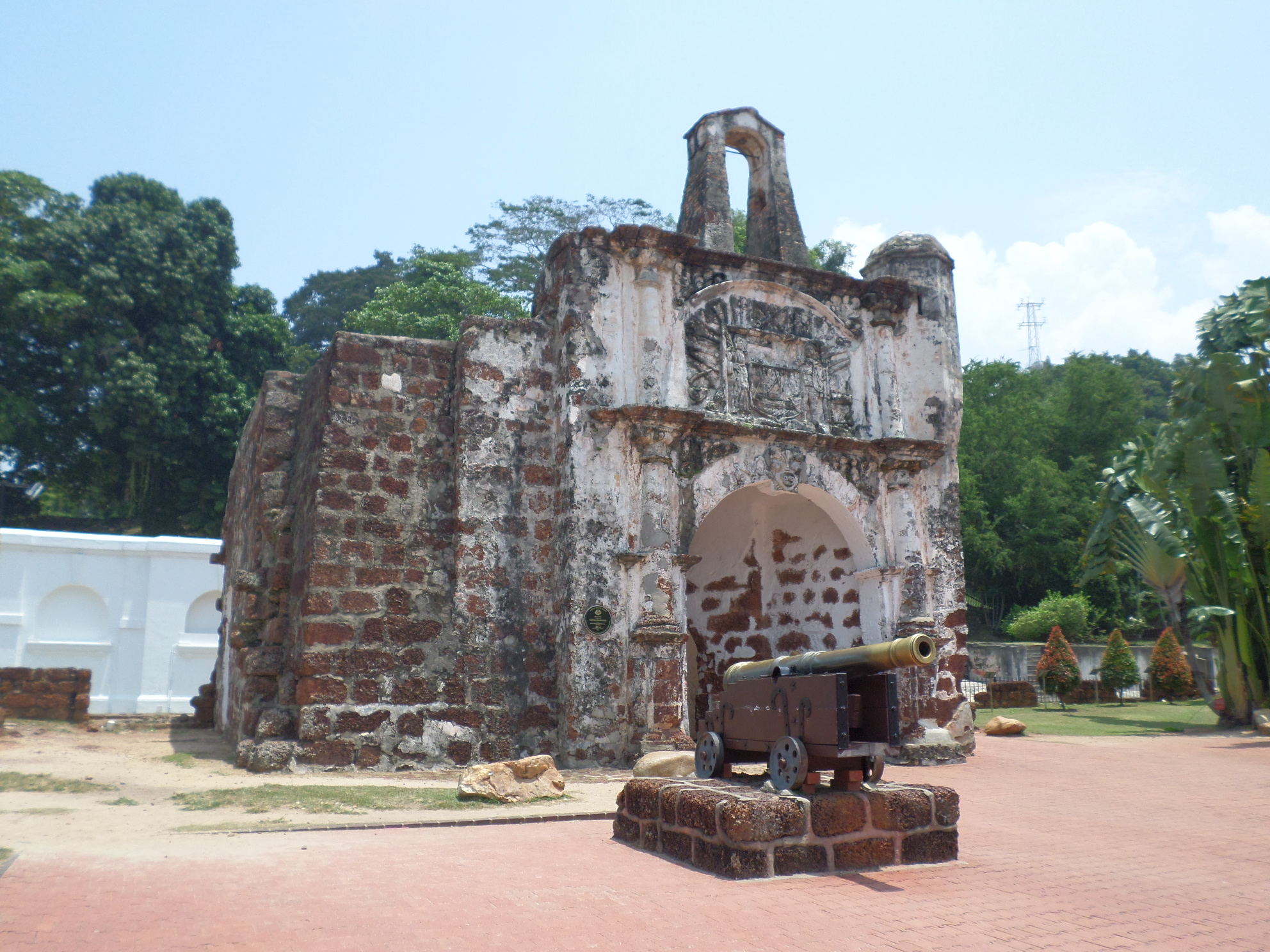
Người Bồ Đào Nha xây dựng pháo đài A Famosa tại Malacca vào thế kỷ XVI.

Năm 1511, Bồ Đào Nha chinh phục Malacca, đến năm 1641 thì lãnh thổ này bị người Hà Lan chiếm đoạt. Năm 1786, Đế quốc Anh thiết lập một sự hiện diện tại Malaya, khi đó Sultan của Kedah cho Công ty Đông Ấn Anh thuê Penang. Người Anh giành được Singapore vào năm 1819, và đến năm 1824 thì đoạt quyền kiểm soát Malacca sau Hiệp định Anh-Hà Lan. Năm 1826, người Anh bắt đầu quản lý trực tiếp Penang, Malacca, Singapore, và đảo Labuan. Đến thế kỷ XX, tại các quốc gia Pahang, Selangor, Perak, và Negeri Sembilan, được gọi chung là Các quốc gia Mã Lai liên minh, có các thống sứ người Anh được bổ nhiệm để cố vấn cho các quân chủ Mã Lai theo điều khoản trong các hiệp định mà họ từng ký. Năm quốc gia còn lại trên bán đảo được gọi là Các quốc gia Mã Lai phi liên minh, các quốc gia này không chịu sự quản lý trực tiếp của người Anh, song cũng chấp thuận các cố vấn người Anh. Tiến triển tại Bán đảo và Borneo nhìn chung là tách biệt cho đến thế kỷ XIX. Trong thời gian người Anh cai trị, họ khuyến khích người Hoa và người Ấn nhập cư để trở thành lao công. Khu vực mà nay là Sabah nằm dưới sự cai trị của người Anh với tên gọi Bắc Borneo khi cả Sultan của Brunei và Sultan của Sulu chuyển giao quyền sở hữu các lãnh thổ của riêng họ từ năm 1877 đến năm 1878. Năm 1842, Sultan của Brunei nhượng Sarawak cho James Brooke, các Rajah da trắng kế tập cai trị Vương quốc Sarawak độc lập cho đến khi lãnh thổ này trở thành một thuộc địa vương thất Anh vào năm 1946.
Trong Chiến tranh thế giới thứ hai, quân đội Nhật Bản tấn công, đánh bại quân Anh và chiếm đóng Malaya, Bắc Borneo, Sarawak, và Singapore trong ba năm. Trong thời kỳ này, căng thẳng sắc tộc gia tăng và chủ nghĩa dân tộc phát triển. Sự ủng hộ của dân chúng đối với độc lập tăng lên sau khi lực lượng Đồng Minh tái chiếm Malaya.
Hậu chiến, người Anh tiến hành các nỗ lực nhằm hợp nhất việc cai quản Malaya trong một thuộc địa vương thất duy nhất gọi là Liên hiệp Malaya (Malayan Union), tuy nhiên điều này bị người Mã Lai phản đối mạnh, người Mã Lai phản đối việc địa vị của các quân chủ Mã Lai suy yếu và việc trao quyền công dân cho người gốc Hoa. Liên hiệp Malaya được thành lập vào năm 1946 và bao gồm toàn bộ các thuộc địa của Anh Quốc tại khu vực bán đảo Mã Lai, ngoại trừ Singapore, song chính thể này nhanh chóng bị giải thể và thay thế bởi Liên bang Mã Lai, chính thể này khôi phục quyền tự trị cho các quân chủ của các quốc gia Mã Lai dưới sự bảo hộ của người Anh. Trong thời kỳ này, dưới sự lãnh đạo của Đảng Cộng sản Malaya, quân nổi dậy mà hầu hết là người gốc Hoa tiến hành các hoạt động du kích với mục đích đánh đuổi người Anh ra khỏi Malaya. Tình trạng khẩn cấp Malaya kéo dài từ năm 1948 đến năm 1960, và liên quan đến một chiến dịch chống nổi loạn kéo dài của quân Thịnh vương chung tại Malaya. Sau đó, người ta đưa ra một kế hoạch nhằm Liên hiệp Malaya với các thuộc địa vương thất Bắc Borneo (gia nhập với tên Sabah), Sarawak, và Singapore. Ngày đề xuất hợp thành liên bang là 31 tháng 8 năm 1963, tuy nhiên, thời điểm bị trì hoãn cho đến ngày 16 tháng 9 năm 1963 do phản đối của Indonesia dưới quyền Tổng thống Sukarno và Đảng Nhân dân Liên hiệp Sarawak.
Sự thành lập liên bang khiến các căng thẳng tăng cao, bao gồm một cuộc xung đột với Indonesia, Singapore bị trục xuất vào năm 1965, và xung đột sắc tộc. Xung đột sắc tộc lên đến đỉnh điểm trong các cuộc bạo loạn sắc tộc ngày 13 tháng 5 năm 1969.
Năm 1971, Quốc hội được tái triệu tập, và một liên minh chính phủ mới mang tên Mặt trận Quốc gia (Barisan Nasional) nhậm chức. Liên minh này gồm UMNO, MCA, MIC, Gerakan bị suy yếu nhiều, cùng các đảng khu vực tại Sabah và Sarawak. Đảng Hành động Dân chủ bị loại ra ngoài, chỉ là một đảng đối lập đáng kể. Đảng Hồi giáo Malaysia cũng gia nhập Mặt trận song bị trục xuất vào năm 1977. Abdul Razak nắm quyền cho đến khi mất vào năm 1976, sau đó Mahathir Mohamad nhậm chức thủ tướng vào năm 1981 và nắm quyền trong 22 năm.
Dưới thời Mahathir Mohamad, Malaysia trải qua tăng trưởng kinh tế từ thập niên 1980. Thời kỳ này cũng diễn ra một sự biến đổi từ kinh tế dựa trên nông nghiệp sang kinh tế dựa trên chế tạo và công nghiệp trong các lĩnh vực như máy tính và điện tử tiêu dùng. Cũng trong giai đoạn này, bộ mặt của Malaysia biến hóa với sự xuất hiện của nhiều siêu dự án, đáng chú ý trong đó là việc xây dựng Tháp đôi Petronas, Sân bay quốc tế Kuala Lumpur, Xa lộ Nam-Bắc, đường đua quốc tế Sepang, và thủ đô hành chính liên bang mới Putrajaya.
Cuối thập niên 1990, Malaysia trải qua náo động do khủng hoảng tài chính châu Á, khủng hoảng tàn phá kinh tế dựa trên lắp ráp của Malaysia. Nhằm ứng phó, Mahathir Mohamad ban đầu tiến hành các chính sách được IMF tán thành, tuy nhiên sự mất giá của Ringgit và suy thoái sâu thêm khiến ông thiết lập chương trình riêng của mình dựa trên việc bảo hộ Malaysia trước các nhà đầu tư ngoại quốc và chấn hưng kinh tế thông qua các dự án xây dựng và hạ lãi suất, các chính sách khiến kinh tế Malaysia khôi phục vào năm 2002. Năm 2003, Mahathir tự nguyện nghỉ hưu để ủng hộ Phó Thủ tướng Abdullah Ahmad Badawi. Mahathir chính là người dẫn dắt đất nước Malaysia trong những năm tháng quan trọng trở thành một quốc gia thịnh vượng.
Ngày 9 tháng 5 năm 2018, Najib Razak đã thất bại trước cựu Thủ tướng,
tiến sĩ Mahathir Mohamad trong cuộc tổng tuyển cử toàn quốc tại Malaysia, chấm dứt 60 năm cầm quyền của Liên minh Mặt trận Dân tộc (BN). Ngày 12 tháng 5 năm 2018, Najib bị cấm không được ra khỏi nước vì các cáo buộc tội tham nhũng. Ngày 28 tháng 7 năm 2020, Najib bị tuyên án 12 năm tù và phải nộp phạt 210 triệu ringgit (tương đương 49,3 triệu USD) với tội danh liên quan đến vụ bê bối tham nhũng quỹ đầu tư nhà nước 1Malaysia Development Berhad (1MDB). Đây là lần đầu tiên tòa án của quốc gia này buộc tội một cựu Thủ tướng.

## Địa lý
Malaysia là quốc gia lớn thứ 67 trên thế giới về diện tích đất liền, với 329.847 km2 (127.355 dặm vuông Anh). Tây Malaysia có biên giới trên bộ với Thái Lan, Đông Malaysia có biên giới trên bộ với Indonesia và Brunei. Malaysia kết nối với Singapore thông qua một đường đắp cao hẹp và một cầu. Malaysia có biên giới trên biển với Việt Nam và Philippines. Biên giới trên bộ được xác định phần lớn dựa trên các đặc điểm địa chất, chẳng hạn như sông Perlis, sông Golok và kênh Pagalayan, trong khi một số biên giới trên biển đang là chủ đề tranh chấp. Brunei hầu như bị Malaysia bao quanh, bang Sarawak của Malaysia chia Brunei thành hai phần. Malaysia là quốc gia duy nhất có lãnh thổ nằm cả trên lục địa châu Á và quần đảo Mã Lai. Điểm cực nam của lục địa châu Á là Tanjung Piai, thuộc bang nam bộ Johor. Eo biển Malacca nằm giữa đảo Sumatra và Malaysia bán đảo, đây là một trong các tuyến đường quan trọng nhất trong thương mại toàn cầu.

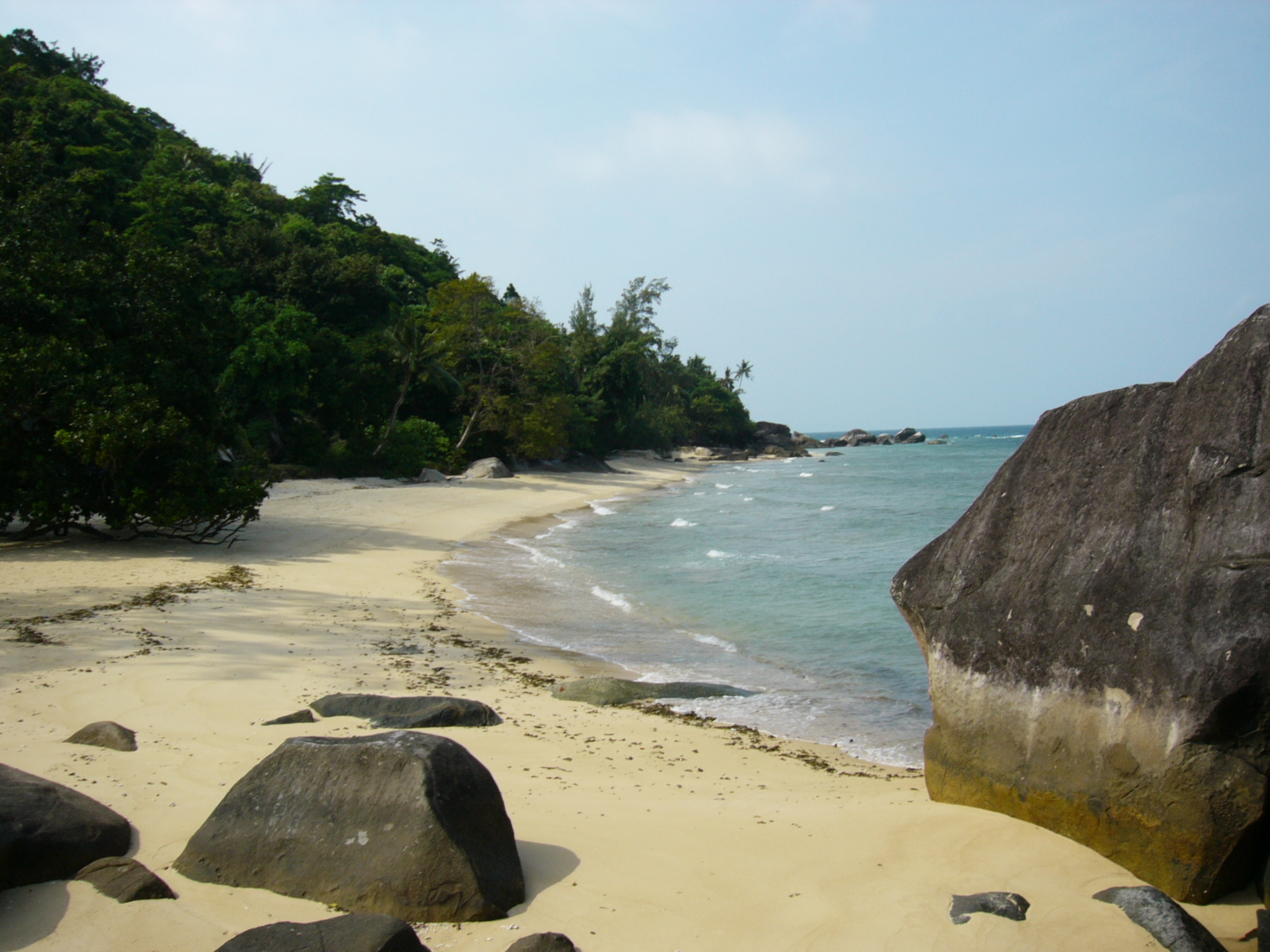
Bãi biển trên đảo Tioman ở phía đông bán đảo Mã Lai.

Hai phần của Malaysia tách nhau qua biển Đông, tuy nhiên hai phần này có cảnh quan phần lớn là tương tự nhau với các đồng bằng duyên hải rồi cao lên đồi và núi. Malaysia bán đảo chiếm 40% diện tích đất liền của Malaysia, trải dài 740 km (460 mi) từ bắc xuống nam, và có chiều rộng tối đa là 322 km (200 mi). Dãy Titiwangsa phân chia bờ biển đông và tây tại Malaysia bán đảo, dãy núi này là một phần của hàng loạt dãy núi chạy từ phần trung tâm của bán đảo. Các dãy núi này vẫn có rừng bao phủ dày đặc, và có cấu tạo chủ yếu gồm đá hoa cương và các loại đá lửa khác. Nhiều phần trong đó bị xói mòn, tạo thành cảnh quan karst. Dãy núi là đầu nguồn của một số hệ thống sông tại Malaysia bán đảo. Các đồng bằng duyên hải bao quanh bán đảo, có chiều rộng tối đa là 50 kilômét (31 mi), và bờ biển của phần bán đảo dài 1.931 km (1.200 mi), song các bến cảng chỉ có ở bờ phía tây.
Đông Malaysia nằm trên đảo Borneo, có bờ biển dài 2.607 km (1.620 mi). Khu vực này bao gồm các miền ven biển, đồi và thung lũng, và nội lục đồi núi. Dãy Crocker trải dài về phía bắc từ Sarawak, phân chia bang Sabah. Trên dãy này có núi Kinabalu với cao độ 4.095,2 m (13.436 ft), là núi cao nhất Malaysia. Núi Kinabalu được bảo vệ trong khuôn khổ Vườn quốc gia Kinabalu- một di sản thế giới của UNESCO. Các dãy núi cao nhất tạo thành biên giới giữa Malaysia và Indonesia. quần thể hang Mulu tại Sarawak nằm trong số các hệ thống hang lớn nhất trên thế giới.
Xung quanh hai phần của Malaysia là một số hòn đảo, lớn nhất trong số đó là đảo Banggi. Malaysia có khí hậu xích đạo, điểm đặc trưng là gió mùa tây nam (tháng 4 đến tháng 10) và gió mùa đông bắc (tháng 10 đến tháng 2). Các vùng biển xung quanh giúp điều hòa nhiệt độ cho Malaysia. Ẩm độ thường cao, và lượng mưa trung bình hàng năm là 250 cm (98 in). Khí hậu tại Bán đảo và Đông bộ khác biệt, thời tiết Bán đảo chịu ảnh hưởng trực tiếp từ gió thổi từ lục địa, trong khi Đông bộ có khí hậu mang tính hải dương hơn. Các khí hậu địa phương có thể phân thành: vùng cao, vùng thấp và vùng duyên hải. Biến đổi khí hậu có thể tác động đến mực nước biển và lượng mưa, tăng nguy cơ lũ lụt và dẫn đến hạn hán.

### Đa dạng sinh học
Malaysia ký kết Công ước đa dạng sinh vật học Rio vào ngày 12 tháng 6 năm 1993, và trở thành một bên của công ước vào ngày 24 tháng 6 năm 1994. Sau đó, Malaysia đưa ra một kế hoạch chiến lược và hành động đa dạng sinh vật quốc gia, được công ước công nhận vào ngày 16 tháng 4 năm 1998. Malaysia là một quốc gia đa dạng sinh vật siêu cấp với một lượng lớn các loài và có mức độ loài đặc hữu cao. Theo ước tính, Malaysia có 20% số loài động vật trên thế giới. Mức độ loài đặc hữu cao được phát hiện tại các khu rừng đa dạng ở vùng núi Borneo, các loài tại đây bị cô lập với các loài khác ở các khu rừng đất thấp.

## Chính phủ và chính trị
Malaysia là một quốc gia quân chủ tuyển cử lập hiến liên bang. Hệ thống chính phủ theo mô hình gần với hệ thống nghị viện Westminster, một di sản của chế độ thuộc địa Anh. Nguyên thủ quốc gia là Yang di-Pertuan Agong, thường được gọi là Quốc vương. Quốc vương được bầu theo mỗi nhiệm kỳ 5 năm từ chín quân chủ kế tập của các bang Mã Lai; bốn bang còn lại có nguyên thủ trên danh nghĩa song không tham gia vào việc tuyển lựa. Theo thỏa thuận không chính thức, vị trí Quốc vương sẽ do quân chủ chín bang luân phiên nắm giữ, Vai trò của Quốc vương phần lớn mang tính lễ nghi kể từ sau các thay đổi trong hiến pháp vào năm 1994.
Quyền lập pháp được phân chia giữa các cơ quan lập pháp liên bang và bang. Nghị viện liên bang của Malaysia bao gồm hạ viện và thượng viện. Hạ viện gồm có 222 thành viên, được bầu với nhiệm kỳ tối đa là 5 năm từ các khu vực bầu cử một ghế. Toàn bộ 70 thượng nghị sĩ có nhiệm kỳ 3 năm; 26 người được 13 quốc hội bang tuyển chọn, 44 người được Quốc vương bổ nhiệm theo tiến cử của Thủ tướng. Nghị viện Malaysia theo một hệ thống đa đảng và chính phủ được bầu thông qua một hệ thống đa số chế. Kể từ khi độc lập, cầm quyền tại Malaysia là một liên minh đa đảng được gọi là Barisan Nasional.

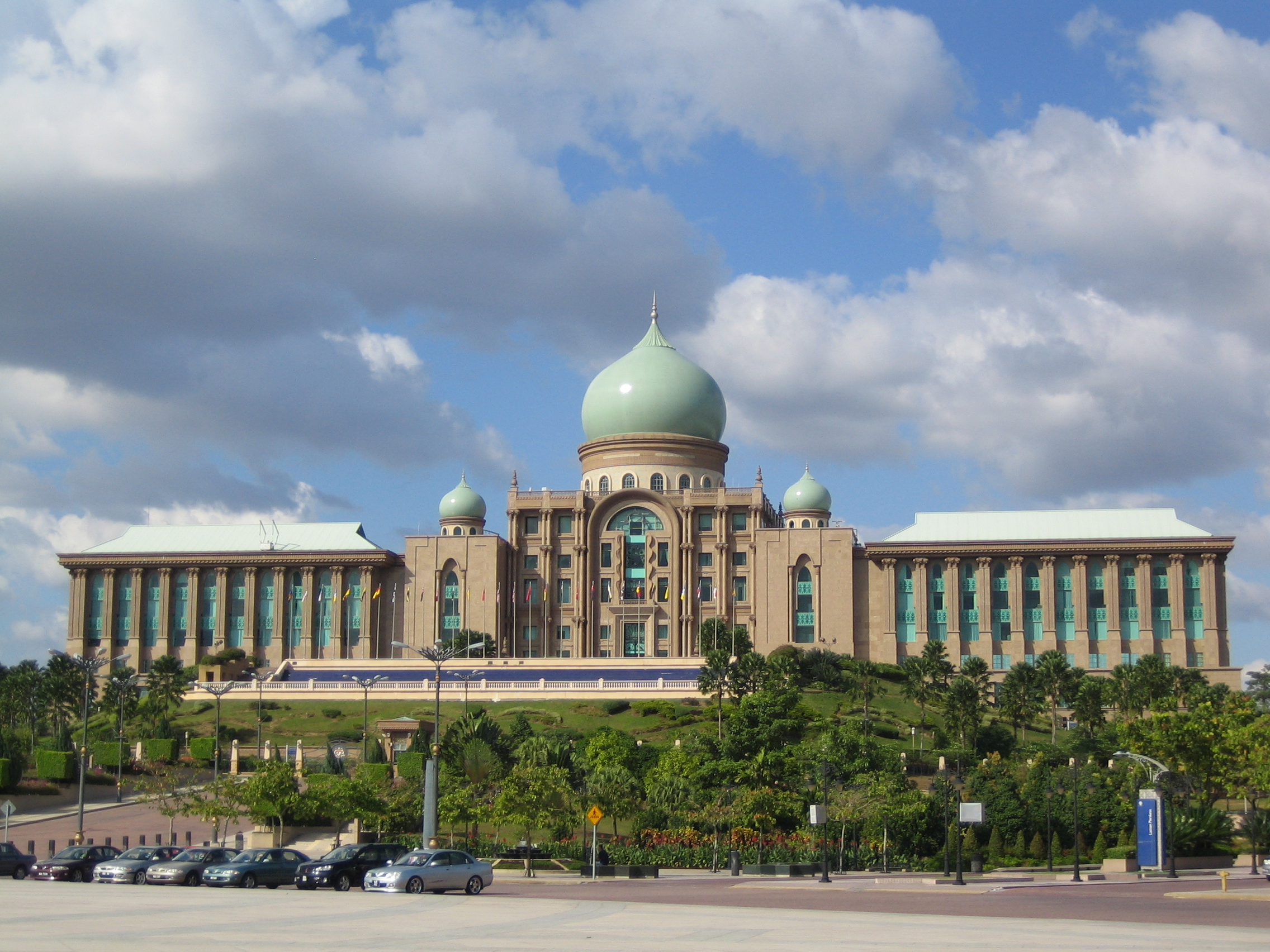
Tòa nhà Perdana Putra tại Putrajaya, tổ hợp văn phòng của Thủ tướng Malaysia.

Mỗi bang có một nghị viện đơn viện, các nghị viên được bầu từ các đơn vị bầu cử một ghế. Người đứng đầu các chính phủ bang là các thủ hiến, họ là những thành viên quốc hội và đến từ đảng chiếm đa số trong quốc hội. Tại các bang có quân chủ kế tập, thủ hiến theo thường lệ cần phải là người Mã Lai, do quân chủ bổ nhiệm theo tiến cử của thủ tướng. Các cuộc bầu cử nghị viện được tổ chức 5 năm một lần. Các cử tri đăng ký 21 tuổi hoặc lớn hơn có thể bỏ phiếu để bầu các thành viên của Hạ viện, và bầu các thành viên quốc hội bang ở hầu hết các bang. Bầu cử không bắt buộc. Ngoại trừ Sarawak, cuộc bầu cử cấp bang tại các khu vực còn lại diễn ra đồng thời với bầu cử liên bang.
Quyền hành pháp được trao cho Nội các do thủ tướng lãnh đạo. Thủ tướng phải là thành viên của hạ viện, được Quốc vương chuẩn thuận, nhận được đa số ủng hộ tại nghị viện. Nội các được lựa chọn từ lưỡng viện quốc hội liên bang. Thủ tướng là người đứng đầu nội các và cũng là người đứng đầu chính phủ.
Hệ thống pháp luật Malaysia dựa trên thông luật Anh. Mặc dù cơ quan tư pháp độc lập về lý thuyết, song sự độc lập của chúng bị đặt dấu hỏi và việc bổ nhiệm các thẩm phán thiếu trách nhiệm giải trình và tính minh bạch. Tòa án tối cao trong hệ thống tư pháp là Tòa án Liên bang, sau đó là Tòa thượng tố và hai Tòa cao đẳng, một cho Malaysia bán đảo và một cho Đông Malaysia. Malaysia cũng có một tòa án đặc biệt để xét xử các vụ án do Quốc vương đưa ra hoặc chống lại Quốc vương. Các tòa án Syariah tách biệt với các tòa án dân sự, các tòa này áp dụng luật Sharia trong các vụ án liên quan đến người Hồi giáo Malaysia và vận hành song song với hệ thống tòa án thế tục. Đạo luật An ninh Nội địa cho phép giam giữ không cần xét xử, và án tử hình được áp dụng cho các tội như buôn bán ma túy.
Sắc tộc có ảnh hưởng lớn trong chính trị Malaysia, nhiều chính đảng dựa trên nền tảng dân tộc. Các hành động quả quyết như Chính sách Kinh tế mới và thay thế nó là Chính sách Phát triển Quốc gia, được thực hiện nhằm thúc đẩy địa vị của bumiputera, bao gồm người Mã Lai và các bộ lạc bản địa, trước những người phi bumiputera như người Malaysia gốc Hoa và người Malaysia gốc Ấn. Các chính sách này quy định ưu đãi cho bumiputera trong việc làm, giáo dục, học bổng, kinh doanh, tiếp cận nhà giá rẻ hơn và hỗ trợ tiết kiệm.

### Quan hệ đối ngoại

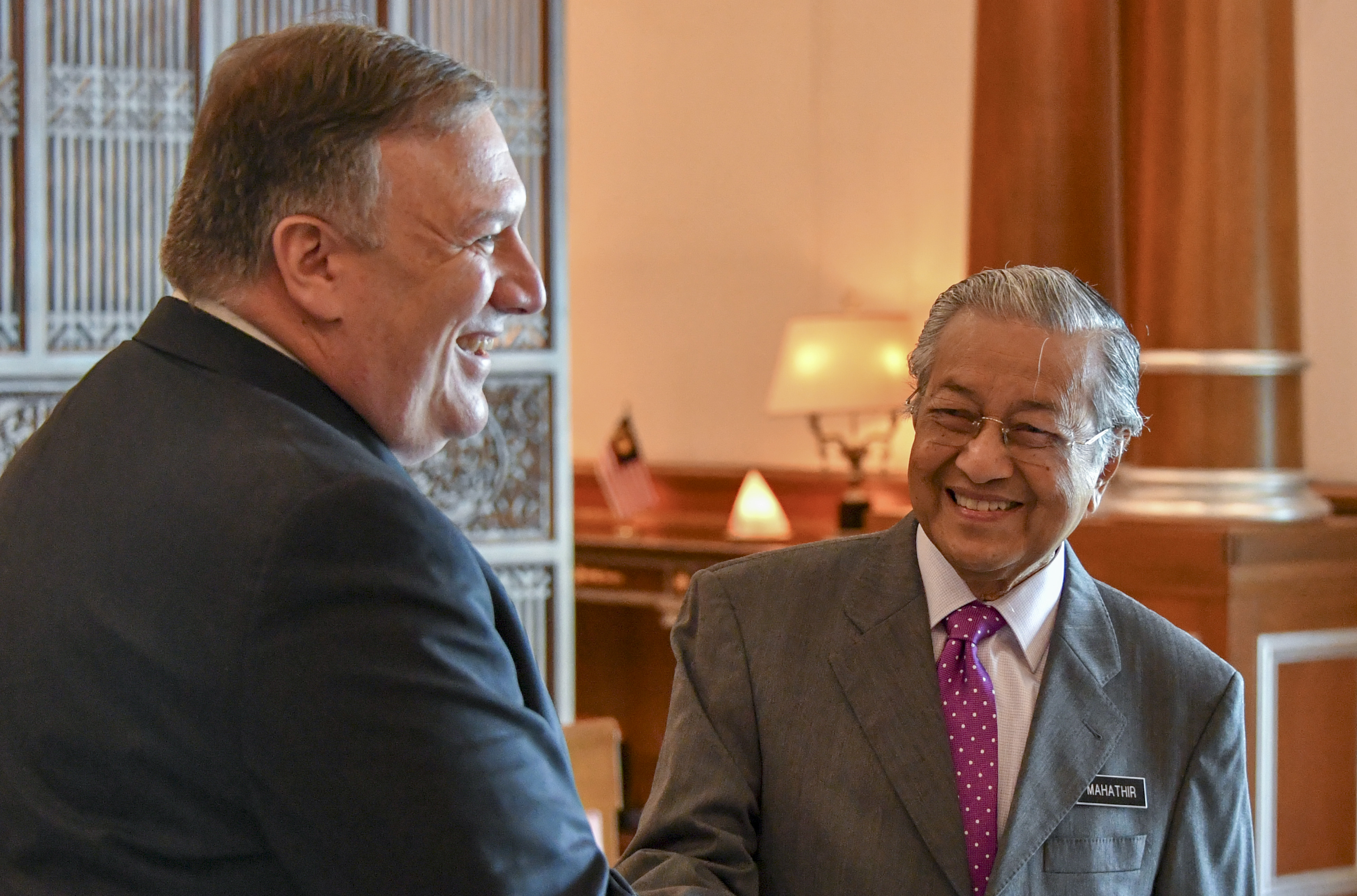
Thủ tướng Malaysia Mahathir Mohamad và Bộ trưởng Ngoại giao Hoa Kỳ Mike Pompeo (3 tháng 8 năm 2018)

Malaysia là một thành viên sáng lập của Hiệp hội các quốc gia Đông Nam Á, Tổ chức Hợp tác Hồi giáo, và cũng tham gia vào nhiều tổ chức quốc tế như Liên Hợp Quốc, Diễn đàn Hợp tác Kinh tế châu Á - Thái Bình Dương, và Phong trào không liên kết. Malaysia từng giữ chức chủ tịch ASEAN, OIC, và NAM. Do là một cựu thuộc địa của Anh Quốc, Malaysia cũng là một thành viên của Khối Thịnh vượng chung. Kuala Lumpur là địa điểm diễn ra Hội nghị thượng đỉnh Đông Á vào năm 2005.

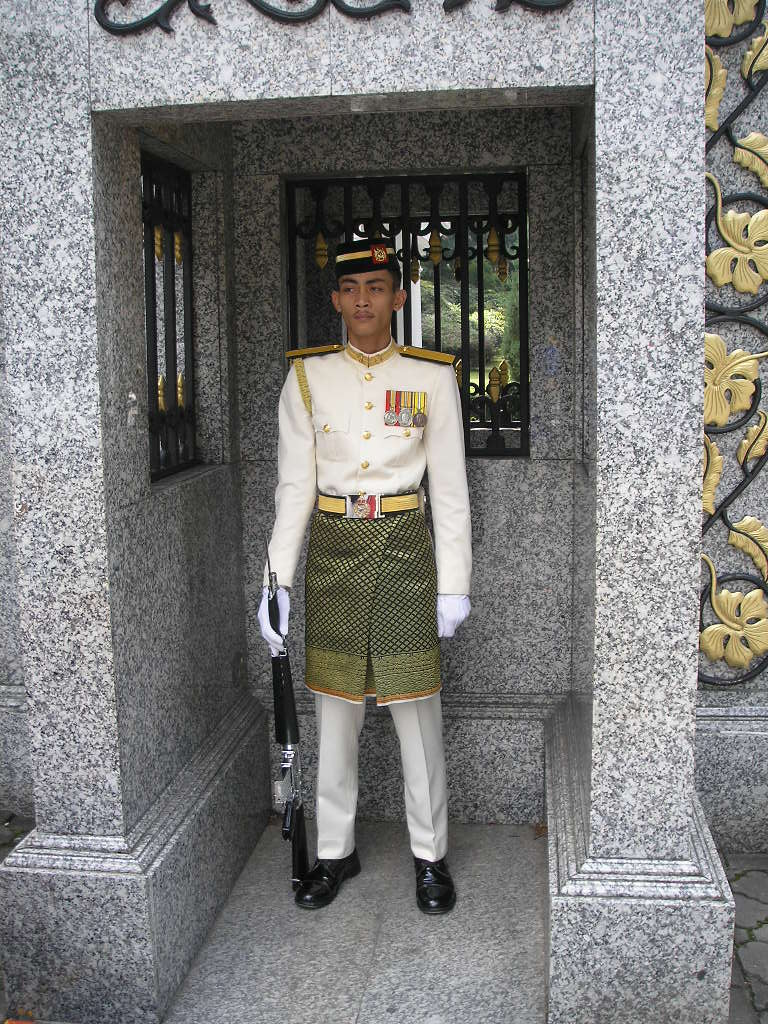
Vệ binh vương thất ngoài cổng chính cung Istana Negara tại Kuala Lumpur.

Chính sách ngoại giao của Malaysia dựa trên nguyên tắc trung lập và duy trì các quan hệ hòa bình với tất cả các quốc gia, bất kể hệ thống chính trị của quốc gia đó. Chính phủ đặt ưu tiên cao đối với an ninh và ổn định của Đông Nam Á, và cố gắng phát triển hơn nữa mối quan hệ với các quốc gia khác trong khu vực. Về phương diện lịch sử, chính phủ cố gắng khắc họa Malaysia là một quốc gia Hồi giáo tiến bộ trong khi tăng cường quan hệ với các quốc gia Hồi giáo khác. Trong chính sách của Malaysia, có một nguyên lý kiên định là chủ quyền quốc gia và quyền của một quốc gia trong việc kiểm soát các công việc nội bộ.
Chính phủ Malaysia theo chủ nghĩa thực dụng trong chính sách đối với các tranh chấp lãnh thổ, giải quyết các tranh chấp theo một số phương pháp, chẳng hạn như đưa vụ việc ra Tòa án Công lý Quốc tế. Nhiều quốc gia trong khu vực tranh chấp chủ quyền đối với quần đảo Trường Sa. Brunei và Malaysia vào năm 2008 tuyên bố kết thúc tuyên bố chủ quyền đối với các vùng đất của nhau, và giải quyết các vấn đề liên quan đến biên giới trên biển. Philippines có tuyên bố chủ quyền không thi hành đối với Sabah. Hoạt động cải tạo đất của Singapore gây ra căng thẳng giữa hai bên, và Malaysia cũng có tranh chấp biên giới trên biển với Indonesia.
Malaysia chưa từng công nhận Israel và ủng hộ mạnh mẽ Nhà nước Palestine. Lực lượng gìn giữ hòa bình của Malaysia có mặt tại Liban và Malaysia đóng góp vào nhiều sứ mệnh gìn giữ hòa bình khác của Liên Hợp Quốc.

### Quân sự
Lực lượng Vũ trang Malaysia gồm ba nhánh là Hải quân Hoàng gia Malaysia, Lục quân Malaysia, và Không quân Hoàng gia Malaysia. Malaysia không thi hành chế độ nghĩa vụ quân sự, độ tuổi cần thiết để thực hiện quân sự tự nguyện là 18. Quân đội sử dụng 1,9% GDP của quốc gia, và sử dụng 1,23% nhân lực của Malaysia.
Thỏa thuận phòng thủ năm nước là một sáng kiến an ninh khu vực tồn tại trong gần 40 năm, liên quan đến các cuộc luyện tập quân sự chung được tổ chức giữa Malaysia, Singapore, Australia, New Zealand, và Anh Quốc. Các cuộc tuyện tập quân sự và tập trận chung được tổ chức với Indonesia trong nhiều năm. Malaysia và Philippines chấp thuận tổ chức luyện tập an ninh chung nhằm đảm bảo biên giới hàng hải và giải quyết các vấn đề như nhập cư bất hợp pháp.

### Phân cấp hành chính
| Perlis Kedah Penang Kelantan Terengganu Perak Selangor Negeri Sembilan Melaka Johor Pahang Sarawak Sabah Labuan Kuala Lumpur Putrajaya Tây Malaysia Đông Malaysia Bang Lãnh thổ liên bang biển Đông eo biển · Malacca vịnh Thái Lan biển Sulu biển Celebes Brunei Indonesia Singapore Thái Lan |

Malaysia là một liên bang gồm 13 bang và ba lãnh thổ liên bang. Chúng được phân thành hai khu vực, 11 bang và hai lãnh thổ liên bang nằm tại Malaysia bán đảo; hai bang và một lãnh thổ liên bang nằm ở Đông Malaysia. Quyền cai quản các bang được phân chia giữa chính phủ liên bang và bang, trong khi chính phủ liên bang quản lý trực tiếp đối với các lãnh thổ liên bang.
13 bang của Malaysia dựa trên nền tảng các vương quốc Mã Lai lịch sử, 9 trong số 11 bang Bán đảo vẫn duy trì các gia tộc vương thất của mình, và được gọi là các bang Mã Lai. Quốc vương được tuyển cử từ chín quân chủ với nhiệm kỳ 5 năm. Mỗi bang có một cơ quan lập pháp đơn viện được gọi là Hội đồng lập pháp bang. Mỗi bang được chia tiếp thành các huyện, rồi lại được chia thành mukim. Tại Sabah và Sarawak các huyện được nhóm thành tỉnh. Sabah và Sarawak có quyền tự chủ nhiều hơn đáng kể so với các bang khác, đáng chú ý nhất là chính sách và kiểm soát nhập cư riêng.

## Kinh tế

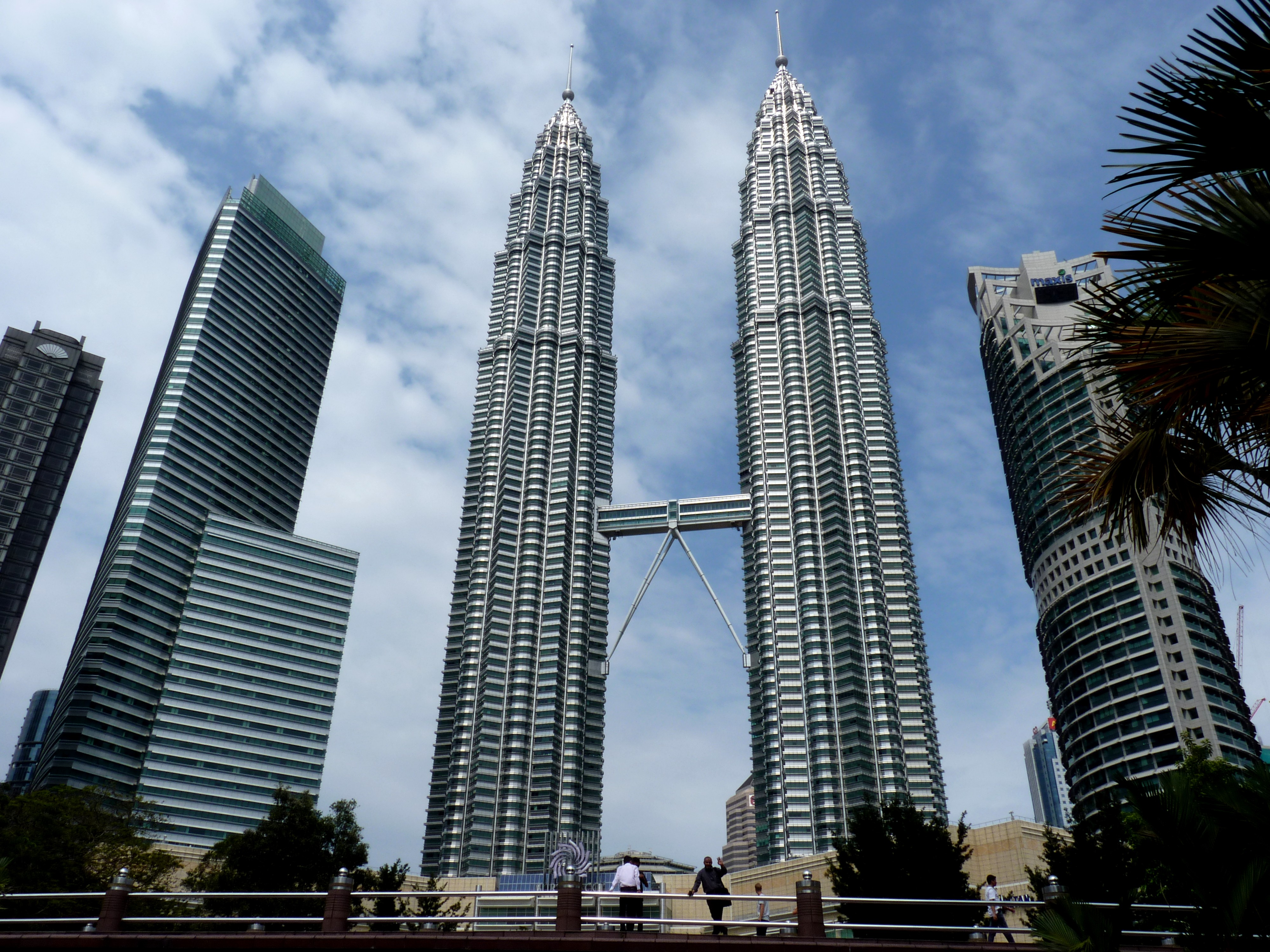
Tháp đôi Petronas tại Kuala Lumpur là trụ sở của công ty dầu quốc gia Petronas, từng là tháp đôi cao nhất trên thế giới.

Malaysia là một nền kinh tế thị trường định hướng nhà nước tương đối mở và công nghiệp hóa mới. Nhà nước đóng một vai trò quan trọng trong hướng dẫn hoạt động kinh tế thông qua các dự án kinh tế vĩ mô, song vai trò này đang giảm xuống. Malaysia sở hữu một trong những hồ sơ kinh tế tốt nhất tại châu Á, GDP tăng trưởng trung bình 6,5% mỗi năm trong giai đoạn từ 1957 đến 2005. Năm 2019, GDP của Malaysia là khoảng 365 tỷ đô la Mỹ, là nền kinh tế lớn thứ ba trong ASEAN, lớn thứ 11 châu Á và lớn thứ 33 trên thế giới. Năm 1991, Thủ tướng Malaysia đương thời là Mahathir Mohamad phác thảo ý tưởng của ông trong "Tầm nhìn 2020", theo đó Malaysia sẽ trở thành một quốc gia công nghiệp hóa tự túc vào năm 2020.
Trong thập niên 1970, nền kinh tế dựa chủ yếu vào khai mỏ và nông nghiệp của Malaysia bắt đầu chuyển đổi hướng đến một nền kinh tế đa lĩnh vực hơn. Từ thập niên 1980, lĩnh vực công nghiệp, với đầu tư ở mức cao, dẫn dắt tăng trưởng của quốc gia. Sau Khủng hoảng tài chính châu Á 1997, kinh tế Malaysia phục hồi sớm hơn các quốc gia láng giềng, và kể từ đó phục hồi mức của thời kỳ tiền khủng hoảng với GDP bình quân đầu người là 14.800 đô la. Bất bình đẳng kinh tế tồn tại giữa các dân tộc khác nhau, người Hoa chiếm khoảng một phần ba dân số song lại chiếm 70% giá trị vốn hóa thị trường của quốc gia.

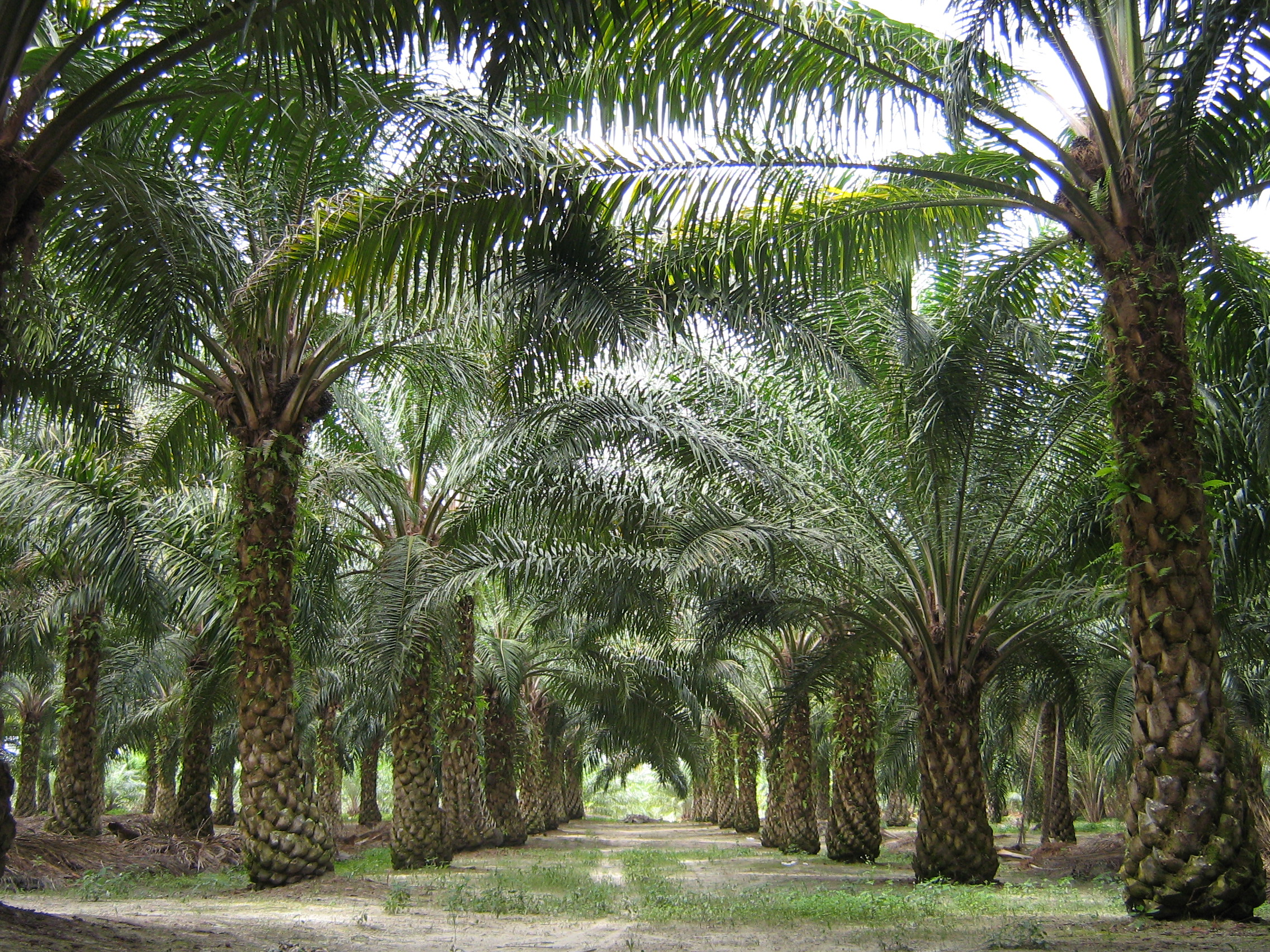
Malaysia là một trong những quốc gia sản xuất dầu cọ lớn nhất thế giới

Thương mại quốc tế của Malaysia có thuận lợi do nằm sát tuyến đường tàu thủy qua eo biển Malacca, và chế tạo là lĩnh vực then chốt. Malaysia là một nước xuất khẩu tài nguyên thiên nhiên và nông sản, dầu mỏ là mặt hàng xuất khẩu chính. Malaysia từng là nhà sản xuất lớn nhất các mặt hàng thiếc, cao su và dầu cọ trên thế giới. Lĩnh vực chế tạo có ảnh hưởng lớn trong kinh tế quốc gia, song cấu trúc kinh tế của Malaysia đang chuyển ra khỏi tình trạng này. Malaysia vẫn là một trong các nhà sản xuất dầu cọ lớn nhất thế giới.
Chính phủ thúc đẩy sự gia tăng du lịch đến Malaysia trong một nỗ lực nhằm đa dạng hóa kinh tế và giảm sự phụ thuộc vào hàng xuất khẩu. Kết quả là du lịch trở thành nguồn thu ngoại tệ lớn thứ ba của Malaysia, song nó đang bị đe dọa do những tác động tiêu cực từ ngành công nghiệp đang phát triển, với một lượng lớn khí thải và nước thải cùng với nạn phá rừng. Từ năm 2013-2014, Malaysia được xếp là một trong những nơi tốt nhất để nghỉ hưu trên thế giới, đứng vị trí thứ 3 theo Chỉ số hưu trí toàn cầu. Đây là một trong những kết quả của chương trình "Malaysia My Second Home", theo đó người ngoại quốc được phép sống tại Malaysia theo một thị thực trường trú lâu đến 10 năm.
Malaysia phát triển thành một trung tâm của ngân hàng Hồi giáo, và là quốc gia có số nữ lao động cao nhất trong ngành này. Các ngành dịch vụ dựa trên tri thức cũng phát triển. Để tạo ra khả năng phòng thủ tự lực và hỗ trợ phát triển quốc gia, Malaysia tiến hành tư hữu hóa một số cơ sở quân sự của mình trong thập niên 1970. Hành động tư hữu hóa tạo ra ngành công nghiệp quốc phòng, đến năm 1999 thì nằm dưới sự quản lý của Hội đồng công nghiệp quốc phòng Malaysia. Chính phủ tiếp tục thúc đẩy lĩnh vực này và tính cạnh tranh của nó, tích cực tiếp thị công nghiệp quốc phòng.
Bộ Khoa học, Công nghệ và Cách tân quy định các chính sách khoa học tại Malaysia. Malaysia nằm trong số các nhà xuất khẩu lớn nhất thế giới về thiết bị bán dẫn, thiết bị điện tử, sản phẩm công nghệ thông tin và truyền thông.
Malaysia bắt đầu phát triển chương trình không gian một cách riêng rẽ vào năm 2002, và đến năm 2006, Nga đồng ý vận chuyển một người Malaysia lên Trạm vũ trụ Quốc tế như là một phần trong thương vụ 18 chiến đấu cơ Sukhoi Su-30MKM trị giá nhiều tỷ đô la giữa hai bên. Chính phủ Malaysia đầu tư kiến thiết các vệ tinh thông qua chương trình RazakSAT.
Người Malaysia gốc Hoa là thế lực nắm huyết mạch kinh tế của Malaysia, vì vậy địa vị và quyền lợi của người Malaysia gốc Hoa rất lớn trên chính trường cũng như trong kinh doanh, giáo dục. Thống kê năm 2000 cho thấy người Malaysia gốc Hoa sở hữu hơn 62% cổ phiếu trên thị trường chứng khoán Malaysia, mặc dù người Malaysia gốc Hoa chiếm chưa đầy 1/4 dân số. Năm 2010, người Malaysia gốc Hoa chi phối trong các lĩnh vực thương nghiệp và mậu dịch, kiếm soát xấp xỉ 70% kinh tế Malaysia.

### Cơ sở hạ tầng

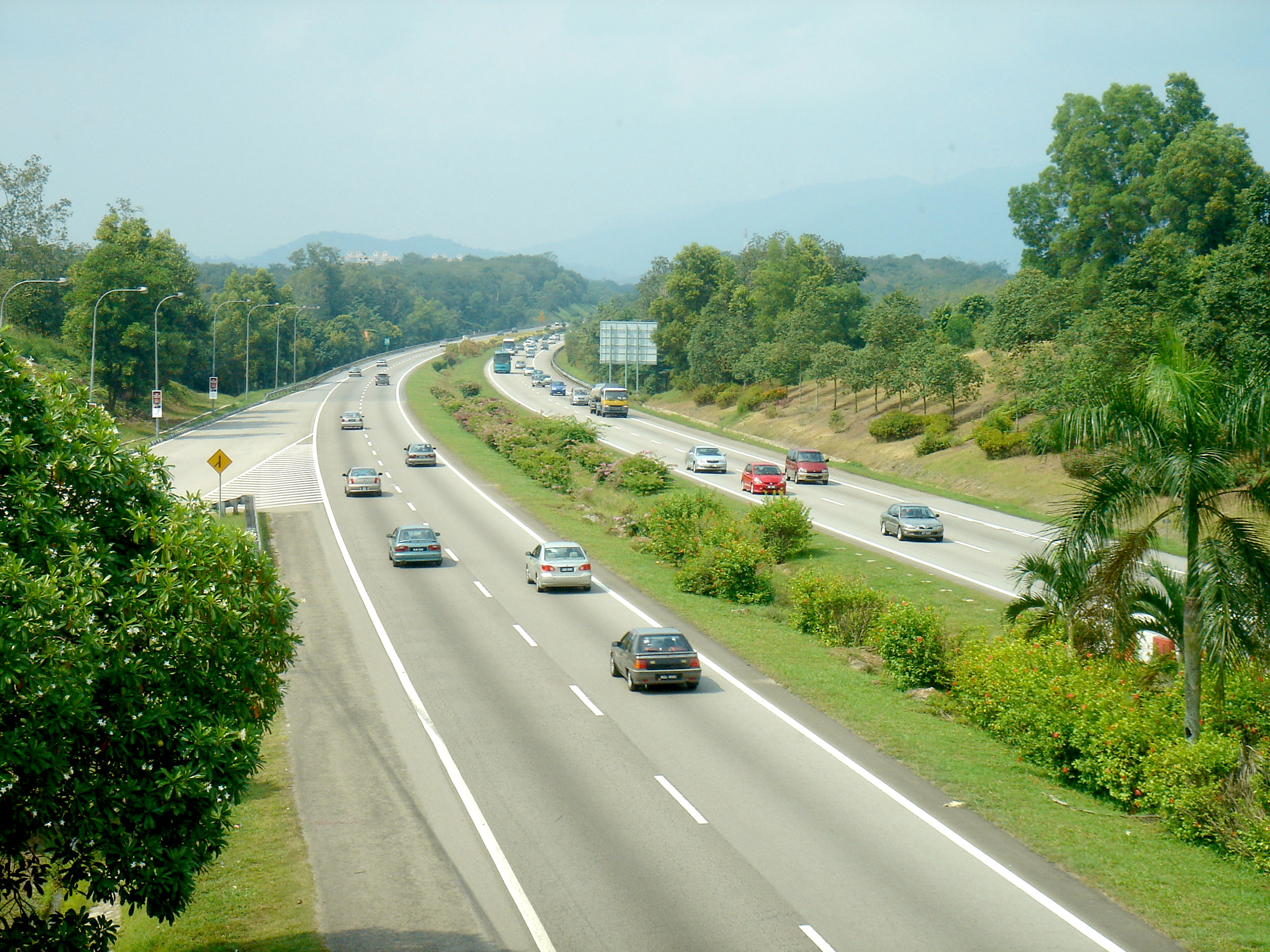
Xa lộ Nam-Bắc

Malaysia có cơ sở hạ tầng thuộc hàng phát triển nhất tại châu Á. Hệ thống viễn thông chỉ đứng sau Singapore tại Đông Nam Á, với 4,7 triệu thuê bao điện thoại cố định và trên 30 triệu thuê bao điện thoại di động. Malaysia có bảy cảng quốc tế, cảng chính là cảng Klang. Malaysia có 200 khu công nghiệp cùng với các chuyên khu như Khu Công nghệ Malaysia hay Khu Công nghệ cao Kulim. Trong thời kỳ thuộc địa, sự phát triển chủ yếu tập trung các thành thị hùng mạnh về mặt kinh tế và tại các khu vực hình thành mối quan tâm về an ninh. Mặc dù các khu vực nông thôn được chú trọng, song vẫn tụt hậu so với các khu vực như bờ Tây của Malaysia bán đảo.
Hệ thống đường bộ của Malaysia trải dài 98.721 kilômét (61.342 mi) và có 1.821 kilômét (1.132 mi) đường cao tốc. Xa lộ dài nhất Malaysia là xa lộ Nam-Bắc với chiều dài trên 800 kilômét (497 mi) từ biên giới với Thái Lan đến biên giới với Singapore. Hệ thống đường bộ tại Đông Malaysia kém phát triển hơn và có chất lượng thấp hơn so với Malaysia bán đảo. Malaysia có 118 sân bay, trong đó 38 có đường băng được lát. Hãng hàng không quốc gia chính thức là Malaysia Airlines, cung cấp dịch vụ hàng không quốc tế và quốc nội. Hệ thống đường sắt do nhà nước vận hành, có tổng chiều dài 1.849 kilômét (1.149 mi). Các hệ thống đường sắt nhẹ trên cao có giá tương đối rẻ và được sử dụng tại một số thành phố như Kuala Lumpur.
Theo truyền thống, sản xuất năng lượng tại Malaysia dựa vào dầu và khí đốt thiên nhiên. Quốc gia có công suất phát điện 13 GW. Tuy nhiên, Malaysia chỉ có dự trữ khí đốt thiên nhiên 33 năm, và dự trữ dầu 19 năm, trong khi nhu cầu năng lượng đang gia tăng. Nhằm ứng phó, chính phủ phát triển các nguồn năng lượng tái tạo. 16% nguồn cung điện năng đến từ thủy điện, 84% còn lại đến từ nhiệt điện. Công ty quốc hữu Petronas chi phối ngành dầu khí Malaysia.

## Nhân khẩu
Theo điều tra dân số năm 2010, dân số Malaysia là 28.334.135, là quốc gia đông dân thứ 42 trên thế giới. Dân số Malaysia bao gồm nhiều dân tộc. Năm 2010, các công dân Malaysia chiếm 91,8% dân số,trong đó bumiputera là 67,4%,. Theo định nghĩa trong hiến pháp, người Mã Lai là những tín đồ Hồi giáo thực hiện các phong tục và văn hóa Mã Lai. Họ đóng vai trò chi phối về mặt chính trị. Thân thế Bumiputera cũng được trao cho các dân tộc bản địa, trong đó có người Thái, người Khmer, người Chăm và dân tộc bản địa tại Sabah và Sarawak. Những người Bumiputera phi Mã Lai chiếm hơn một nửa dân số bang Sarawak và hơn hai phần ba dân số bang Sabah. Các nhóm thổ dân cũng hiện diện trên phần Malaysia bán đảo song với số lượng ít hơn nhiều, họ được gọi chung là Orang Asli. Luật về cấp thân thế bumiputera khác biệt giữa các bang.

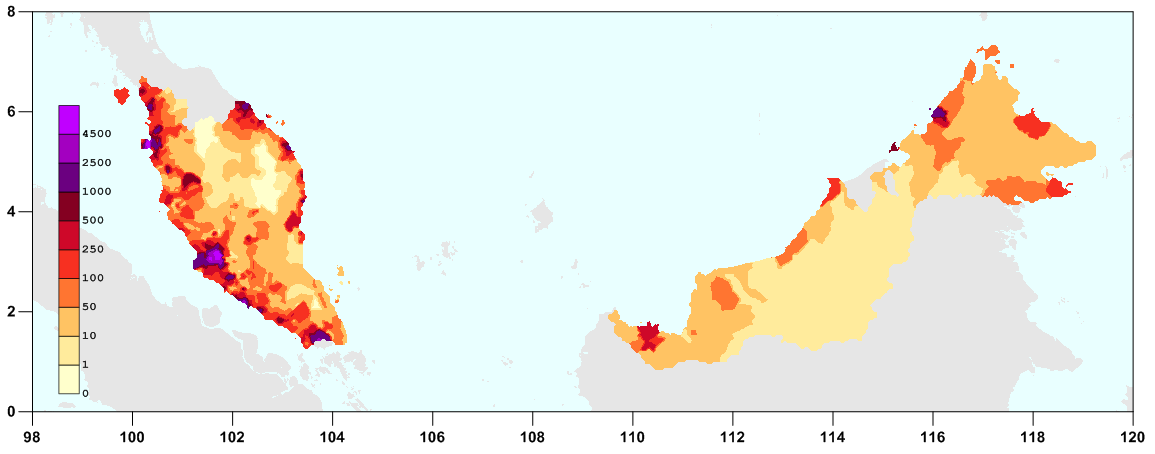
Mật độ dân số tại Malaysia (người/km²)

Các nhóm thiểu số khác không có thân thế bumiputera chiếm một lượng khá lớn trong dân số. 24,6% dân số Malaysia có nguồn gốc Trung Quốc, trong khi những người có nguồn gốc Ấn Độ chiếm 7,3% dân số. Người Hoa có lịch sử chi phối trong cộng đồng kinh doanh và thương mại, và chiếm đa số trong dân số đảo Penang, các thành phố George Town, Yong Peng, Kota Kinabalu, Cameron Highlands, Butterworth; cũng như chiếm khá lớn dân số Kuala Lumpur, Johor Bahru, ... Người Ấn Độ nhập cư đến Malaysia vào cuối thế kỷ XIX. Phần lớn cộng đồng người gốc Ấn Độ là người Tamil.
Quyền công dân Malaysia không tự động cấp cho những người sinh ra tại Malaysia, song một trẻ em sinh tại ngoại quốc có cha mẹ là người Malaysia thì sẽ có quyền công dân Malaysia. Sở hữu quốc tịch kép không được phép tại Malaysia. Công dân tại các bang Sabah và Sarawak trên phần đảo Borneo của Malaysia bị phân biệt với công dân của Malaysia bán đảo vì mục đích nhập cư. Mỗi công dân được cấp một thẻ nhận dạng chíp nhân trắc học thông minh được gọi là MyKad ở tuổi 12, và phải luôn mang theo thẻ.
Trong hệ thống giáo dục tại Malaysia, mẫu giáo là không bắt buộc, giáo dục tiểu học 6 năm là bắt buộc, và giáo dục trung học 5 năm(3 năm cấp hai, 2 năm cấp ba) là tùy chọn. Các trường học trong hệ thống tiểu học được phân thành hai loại: các trường tiểu học quốc gia dạy bằng tiếng Mã Lai, các trường thổ ngữ dạy bằng tiếng Hán hoặc tiếng Tamil. Vào năm cuối trung học, các học sinh tham gia khảo thí Văn bằng giáo dục Malaysia. Từ khi đưa vào chương trình dự khoa vào năm 1999, các học sinh hoàn thành chương trình 12 tháng tại các trường cao đẳng dự khoa có thể nhập học tại các đại học địa phương. Tuy nhiên, trong hệ thống dự khoa, chỉ 10% số chỗ dành cho các sinh viên phi bumiputera.
Tỷ suất tử vong của trẻ sơ sinh năm 2009 là 6‰, và tuổi thọ bình quân vào năm 2009 là 75 năm. Với mục tiêu phát triển Malaysia thành một điểm đến du lịch y tế, 5% ngân sách phát triển lĩnh vực xã hội của chính phủ được dành cho chăm sóc sức khỏe. Dân số tập trung tại Malaysia bán đảo với 20 triệu người trong xấp xỉ 28 triệu cư dân Malaysia. 70% cư dân sống tại đô thị. Kuala Lumpur là thủ đô và thành phố lớn nhất tại Malaysia, cũng như là trung tâm thương mại và tài chính lớn. Putrajaya là một thành phố được hình thành có mục đích từ năm 1999, và là nơi đặt trụ sở của chính phủ, do nhiều nhánh hành pháp và tư pháp của chính phủ liên bang chuyển tới thành phố này nhằm giảm bớt sự đông đúc ngày càng tăng tại Kuala Lumpur.
Do sự nổi lên của các ngành công nghiệp sử dụng nhiều lao động, ước tính có trên 3 triệu công nhân nhập cư tại Malaysia; tức khoảng 10% dân số.

### Tôn giáo
Tôn giáo tại Malaysia (2010)
Hiến pháp Malaysia đảm bảo quyền tự do tôn giáo trong khi xác định Hồi giáo là quốc giáo. Theo số liệu từ Điều tra dân số và nhà ở năm 2010, có sự tương liên cao giữa dân tộc và tôn giáo. Xấp xỉ 61,3% dân số thực hành Hồi giáo, 19,8% thực hành Phật giáo, 9,2% thực hành Ki-tô giáo, 6,3% thực hành Ấn Độ giáo và 1,3% thực hành Nho giáo, Đạo giáo và các tôn giáo truyền thống Trung Hoa. 0,7% tuyên bố là người không tôn giáo và 1,4% còn lại thực hành các tôn giáo khác hoặc không cung cấp thông tin nào. Trong số tín đồ Hồi giáo, tín đồ phái Sunni chiếm đa số trong khi tín đồ Hồi giáo phi giáo phái là nhóm đông thứ hai với 18%.

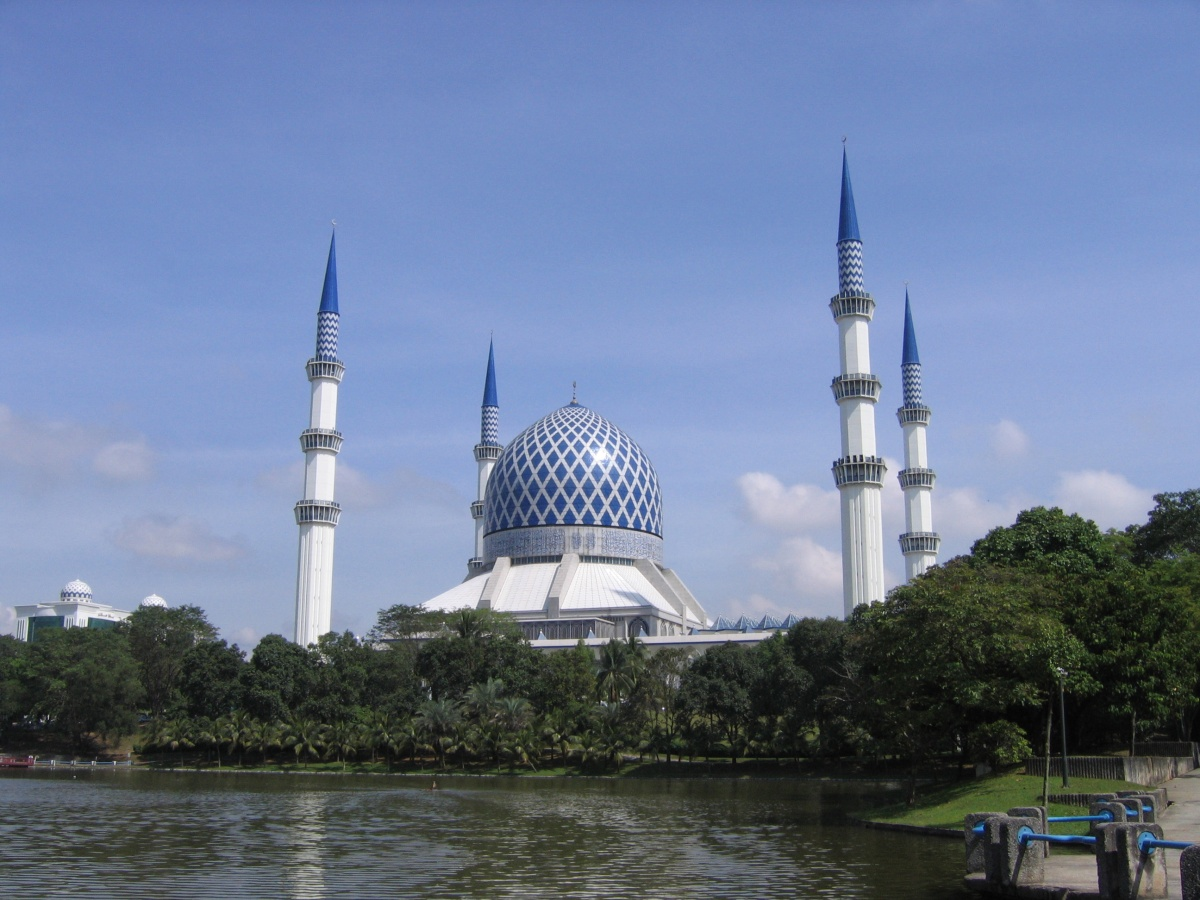
Thánh đường Hồi giáo Sultan Salahuddin Abdul Aziz tại Shah Alam, Selangor.

Theo Hiến pháp, toàn bộ người Mã Lai được xem là người Hồi giáo. Số liệu từ cuộc điều tra dân số năm 2010 cho thấy rằng 83,6% người Trung Quốc xác định bản thân là Phật tử, và một lượng lớn các tín đồ theo Đạo giáo (3,4%) và Ki-tô giáo (11,1%), cùng với một nhóm nhỏ người Hồi sinh sống tại các khu vực như Penang. Phần lớn người Ấn Độ theo Ấn Độ giáo (86,2%), với một thiểu số quan trọng xác định bản thân là tín đồ Ki-tô giáo (6,0%) hay Hồi giáo (4,1%). Ki-tô giáo là tôn giáo chiếm ưu thế trong cộng đồng bumiputera phi Mã Lai (46,5%), và thêm 40,4% xác định bản thân là người Hồi giáo.
Người Hồi giáo có nghĩa vụ phải tuân theo phán quyết của các tòa án Syariah trong các vấn đề liên quan đến tôn giáo của họ. Các thẩm phán Hồi giáo được cho là theo trường phái pháp luật Shafi`i của Hồi giáo, madh'hab chính của Malaysia. Quyền hạn của các tòa án Shariah bị giới hạn trong cộng đồng người Hồi giáo trong các vấn đề như kết hôn, thừa kế, ly dị, bội giáo, cải đạo. Các tội và vi phạm dân sự khác thuộc thẩm quyền của các tòa án công dân, các tòa án công dân không thụ lý các vấn đề liên quan đến thực hành Hồi giáo.

### Ngôn ngữ
Ngôn ngữ chính thức tại Malaysia là tiếng Malaysia, đây là một hình thái tiêu chuẩn hóa của tiếng Mã Lai. Về mặt lịch sử, tiếng Anh là ngôn ngữ hành chính trên thực tế, tiếng Mã Lai chiếm ưu thế sau các cuộc bạo loạn sắc tộc năm 1969. Theo Đạo luật ngôn ngữ quốc gia năm 1967, "chữ quốc ngữ sẽ là chữ cái Rumi [Latin]: quy định này sẽ không ngăn cấm việc sử dụng chữ Mã Lai, còn được gọi phổ biến hơn là chữ Jawi, đối với quốc ngữ."
Tiếng Anh vẫn là ngôn ngữ thứ hai đang dùng, Đạo luật ngôn ngữ năm 1967 cho phép sử dụng tiếng Anh trong một số mục đích chính thức, và tiếng Anh đóng vai trò là ngôn ngữ giảng dạy toán và khoa học trong toàn bộ các trường công. Tiếng Anh Malaysia là một hình thái của tiếng Anh bắt nguồn từ tiếng Anh Anh. Tiếng Anh Malaysia được sử dụng rộng rãi trong giao dịch cùng với tiếng bồi bắt nguồn từ tiếng Anh là Manglish. Chính phủ ngăn cản việc sử dụng tiếng Mã Lai phi tiêu chuẩn.
Nhiều ngôn ngữ khác được sử dụng tại Malaysia, tại quốc gia này có người nói 137 thứ ngôn ngữ đang tồn tại. Malaysia bán đảo có người nói 41 ngôn ngữ trong số đó. Các bộ lạc bản địa tại Đông Malaysia có ngôn ngữ riêng của họ, chúng có liên hệ song dễ dàng phân biệt với tiếng Mã Lai. Tiếng Iban là ngôn ngữ bộ lạc chính tại Sarawak trong khi những người bản địa tại Sabah nói các ngôn ngữ Dusun. Người Malaysia gốc Trung Quốc chủ yếu nói các phương ngôn có nguồn gốc từ các tỉnh Hoa Nam. Phương ngôn tiếng Hán phổ biến nhất tại Malaysia là tiếng Quảng Đông, tiếng Triều Châu, tiếng Quan thoại, tiếng Phúc Kiến, tiếng Khách Gia, tiếng Hải Nam và tiếng Phúc Châu. Phần lớn người nói tiếng Tamil là người Tamil, họ là nhóm chiếm đa số trong cộng đồng người Malaysia gốc Ấn. Các ngôn ngữ Nam Á khác cũng được nói phổ biến tại Malaysia, cùng với tiếng Thái Lan. Một số lượng nhỏ người Malaysia có nguồn gốc da trắng và nói các ngôn ngữ bồi, như tiếng bồi Malacca dựa trên tiếng Bồ Đào Nha, và tiếng Chavacano dựa trên tiếng Tây Ban Nha.

## Văn hóa
Malaysia là một xã hội đa dân tộc, đa văn hóa và đa ngôn ngữ. Văn hóa ban đầu của khu vực bắt nguồn từ các bộ lạc bản địa, cùng với những người Mã Lai nhập cư sau đó. Văn hóa Malaysia tồn tại các ảnh hưởng đáng kể từ văn hóa Trung Quốc và văn hóa Ấn Độ, bắt nguồn từ khi xuất hiện ngoại thương. Các ảnh hưởng văn hóa khác đến từ văn hóa Ba Tư, Ả Rập và Anh Quốc. Do cấu trúc của chính phủ, cộng thêm thuyết khế ước xã hội, có sự đồng hóa văn hóa tối thiểu đối với các dân tộc thiểu số.
Năm 1971, chính phủ ban hành một "Chính sách văn hóa quốc gia", xác định văn hóa Malaysia. Theo đó, văn hóa Malaysia phải dựa trên các dân tộc bản địa của Malaysia, có thể dung nạp các yếu tố phù hợp từ các văn hóa khác, và rằng Hồi giáo phải đóng một vai trò trong đó. Nó cũng thúc đẩy tiếng Mã Lai ở cao hơn các ngôn ngữ khác. Sự can thiệp này của chính phủ vào văn hóa khiến các dân tộc phi Mã Lai bất bình và cảm thấy quyền tự do văn hóa của họ bị giảm đi. Các hiệp hội của người Hoa và người Ấn đều đệ trình các bị vong lục lên chính phủ, buộc tội chính phủ chế định một chính sách văn hóa phi dân chủ.
Tồn tại một số tranh chấp văn hóa giữa Malaysia và các quốc gia láng giềng, đặc biệt là Indonesia. Hai quốc gia có một di sản văn hóa tương đồng, có chung nhiều truyền thống và hạng mục. Tuy nhiên, diễn ra tranh chấp về nhiều điều, từ các món ăn cho đến quốc ca của Malaysia. Tại Indonesia có cảm tình mạnh mẽ về việc bảo vệ di sản văn hóa quốc gia. Chính phủ Malaysia và chính phủ Indonesia có sự tiếp xúc nhằm xoa dịu một số căng thẳng bắt nguồn từ trùng lặp văn hóa. Tình cảm này không phải là mạnh tại Malaysia, tại đây hầu hết đều công nhận nhiều giá trị văn hóa là của chung.
Nghệ thuật truyền thống Malaysia chủ yếu tập trung quanh các lĩnh vực chạm khắc, dệt và bạc. Nghệ thuật truyền thống có phạm vi từ những giỏ đan thủ công tại vùng nông thôn cho đến ngân sức của các triều đình Mã Lai. Các đồ nghệ thuật phổ biến vao gồm dao găm (kris) trang sức, bộ giã hạt cau, vải dệt batik và songket. Người bản địa tại Đông Malaysia nổi tiếng với các mặt nạ bằng gỗ. Mỗi dân tộc có nghệ thuật trình diễn riêng biệt, có ít sự trùng lặp giữa họ. Tuy nhiên, nghệ thuật Mã Lai thể hiện một số ảnh hưởng của Bắc Ấn Độ do ảnh hưởng lịch sử của Ấn Độ.
Nghệ thuật âm nhạc và trình diễn Mã Lai có vẻ như bắt nguồn từ khu vực Kelantan-Pattani với các ảnh hưởng từ Ấn Độ, Trung Quốc, Thái Lan và Indonesia. Âm nhạc dựa trên các nhạc cụ gõ, quan trọng nhất trong đó là gendang (trống). Có ít nhất 14 loại trống truyền thống. Trống và các nhạc cụ gõ truyền thống khác thường được làm từ các vật liệu tự nhiên. Âm nhạc về mặt truyền thống được sử dụng để phục vụ cho kể chuyện, các sự kiện kỷ niệm vòng đời, và các dịp như vụ gặt. Nó từng được sử dụng làm một hình thức truyền thông đường dài. Tại Đông Malaysia, các bộ nhạc cụ bắt nguồn từ cồng như agung và kulintang được sử dụng phổ biến trong các dịp lễ như tang lễ và hôn lễ. Các bộ nhạc cụ này cũng phổ biến tại các khu vực lân cận như tại Mindanao tại Philippines, Kalimantan tại Indonesia, và Brunei.
Malaysia mạnh về truyền thống truyền miệng, loại hình này tồn tại từ trước khi văn bản xuất hiện tại khu vực, và tiếp tục tồn tại cho đến nay. Mỗi vương quốc hồi giáo Mã Lai hình thành các truyền thống văn học riêng, có ảnh hưởng từ các câu chuyện truyền miệng có từ trước và các câu chuyện đến cùng với Hồi giáo. Tác phẩm văn học Mã Lai đầu tiên được viết bằng chữ Ả Rập. Bản văn Mã Lai đầu tiên được biết đến được khắc trên đá Terengganu, thực hiện vào năm 1303. Văn học Trung Quốc và Ấn Độ trở nên phổ biến khi số người nói các ngôn ngữ này tăng lên tại Malaysia, và các tác phẩm xuất bản bản địa dựa trên ngôn ngữ từ các khu vực này bắt đầu được xuất bản vào thế kỷ XIX. Tiếng Anh cũng trở thành một ngôn ngữ văn học phổ biến. Năm 1971, chính phủ tiến hành bước đi nhằm hạn chế văn học bằng các ngôn ngữ khác. Văn học viết bằng tiếng Mã Lai được gọi là "văn học quốc gia của Malaysia", văn học bằng các ngôn ngữ bumiputera khác được gọi là "văn học khu vực", trong khi văn học viết bằng các ngôn ngữ khác được gọi là "văn học tầng lớp". Thơ Mã Lai có sự phát triển ở mức độ cao, sử dụng nhiều thể thơ, trong đó phổ biến là Hikayat, và pantun được truyền bá từ tiếng Mã Lai sang các ngôn ngữ khác.
Ẩm thực của Malaysia phản ánh đặc điểm đa dân tộc của quốc gia. Nhiều nền văn hóa đến từ bên trong quốc gia và các khu vực xung quanh có ảnh hưởng lớn đến với ẩm thực Malaysia. Phần lớn ảnh hưởng đến từ văn hóa Mã Lai, Trung Hoa, Ấn Độ, Thái Lan, Java, và Sumatra, phần lớn là do quốc gia là một phần của con đường hương liệu cổ đại. Ẩm thực Malaysia rất tương đồng với ẩm thực Singapore và Brunei, và cũng mang các đặc điểm tương tự với ẩm thực Philippines. Các bang khác nhau có sự biến đổi về món ăn.

### Truyền thông
Các báo chính của Malaysia thuộc sở hữu của chính phủ và các chính đảng trong liên minh cầm quyền, song một số đảng đối lập lớn cũng có báo riêng, chúng được bán công khai cùng với các báo chí chính quy. Sự phân chia tồn tại giữa truyền thông tại hai phần của quốc gia. Truyền thông đặt tại Bán đảo kém ưu tiến đối với các tin tức đến từ phía Đông, và thường xem các bang phía Đông như là những thuộc địa của Bán đảo. Người ta đổ lỗi cho truyền thông trong việc gia tăng căng thẳng giữa Indonesia và Malaysia, mang đến cho người dân Malaysia một hình ảnh xấu về người Indonesia. Malaysia có các nhật báo bằng tiếng Mã Lai, tiếng Anh, tiếng Trung, và tiếng Tamil.

### Nghi lễ

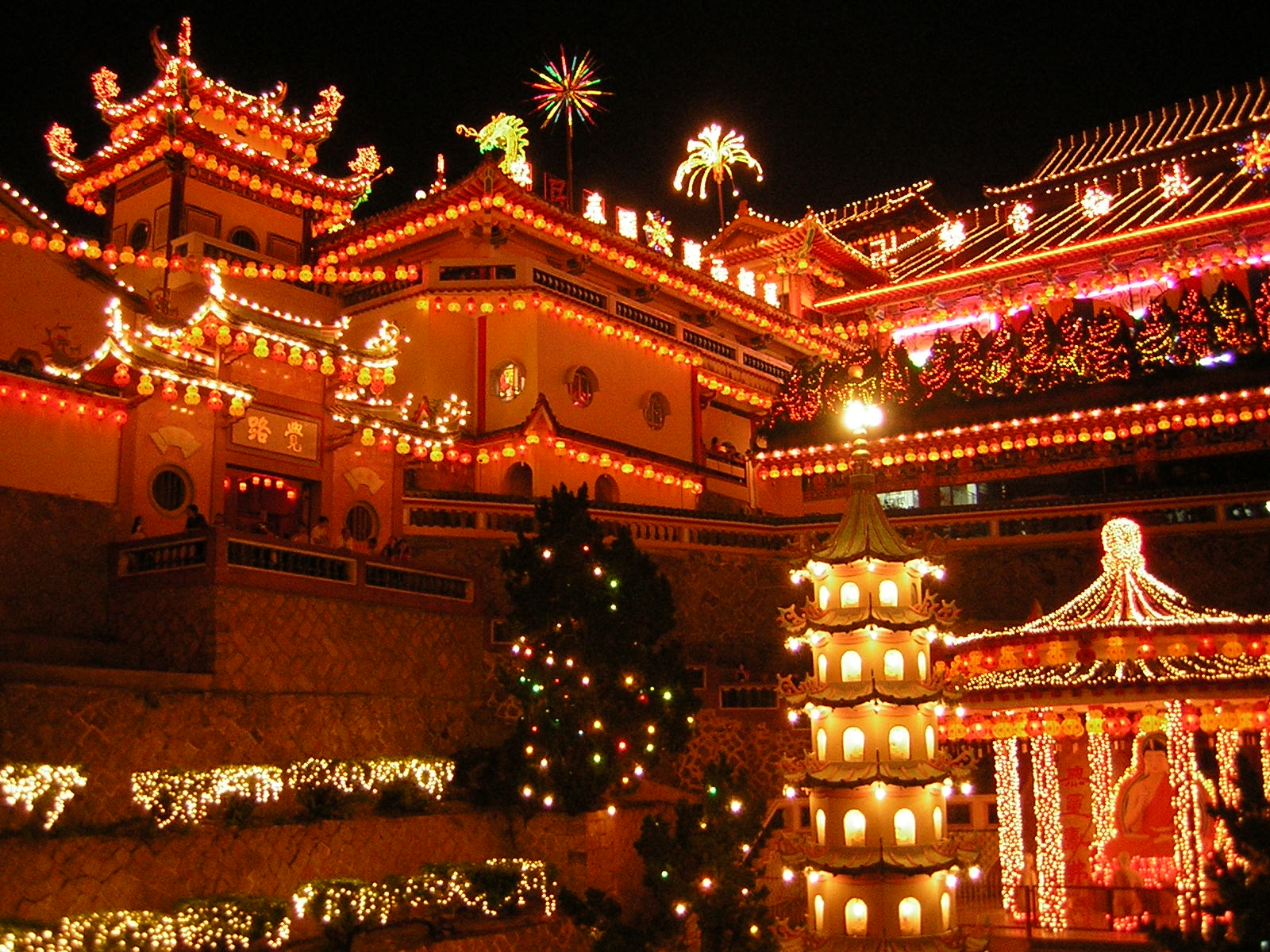
Cực Lạc tự tại Penang trăng đèn để chuẩn bị đón tết Trung Quốc.

Malaysia cử hành một số ngày lễ và lễ hội trong năm, một số là ngày lễ toàn liên bang, và một số là ngày lễ của riêng từng bang. Các lễ hội khác do các nhóm dân tộc đặc thù cử hành, và ngày lễ chính của mỗi nhóm dân tộc chính được tuyên bố là ngày nghỉ công. Ngày nghỉ quốc gia được cử hành trang trọng nhất là Hari Merdeka (ngày Độc lập) vào 31 tháng 8, kỷ niệm sự kiện Liên hiệp bang Malaya độc lập vào năm 1957. Ngày Malaysia được cử hành vào ngày 16 tháng 9 để kỷ niệm sự kiện thành lập liên bang vào năm 1963. Ngày nghỉ quốc gia đáng chú ý khác là ngày Lao động (1 tháng 5) và sinh nhật Quốc vương.
Các ngày nghỉ Hồi giáo nổi bật do Hồi giáo là quốc giáo; Hari Raya Puasa (cũng gọi là Hari Raya Aidilfitri, tên tiếng Mã Lai của Eid al-Fitr), Hari Raya Haji (cũng gọi là Hari Raya Aidiladha, tức Eid ul-Adha), Maulidur Rasul (sinh nhật của Tiên tri), và các ngày lễ khác được cử hành. Người Malaysia gốc Hoa tổ chức các lễ hội như tết Trung Quốc và các lễ hội khác liên quan đến tín ngưỡng Trung Quốc truyền thống. Tín đồ Ấn Độ giáo tại Malaysia tổ chức Deepavali, lễ hội ánh sáng, trong khi Thaipusam là một nghi thức tôn giáo và khi đó xuất hiện việc người hành hương từ khắp nước hội tụ về động Batu. Cộng đồng Ki-tô giáo Malaysia tổ chức hầu hết các ngày lễ mà các Ki-tô hữu ở những nơi khác cử hành, đáng chú ý nhất là lễ Giáng sinh và Phục sinh. Người dân tại Đông Malaysia cũng tổ chức một lễ hội gặt hái mang tên Gawai.

### Thể thao

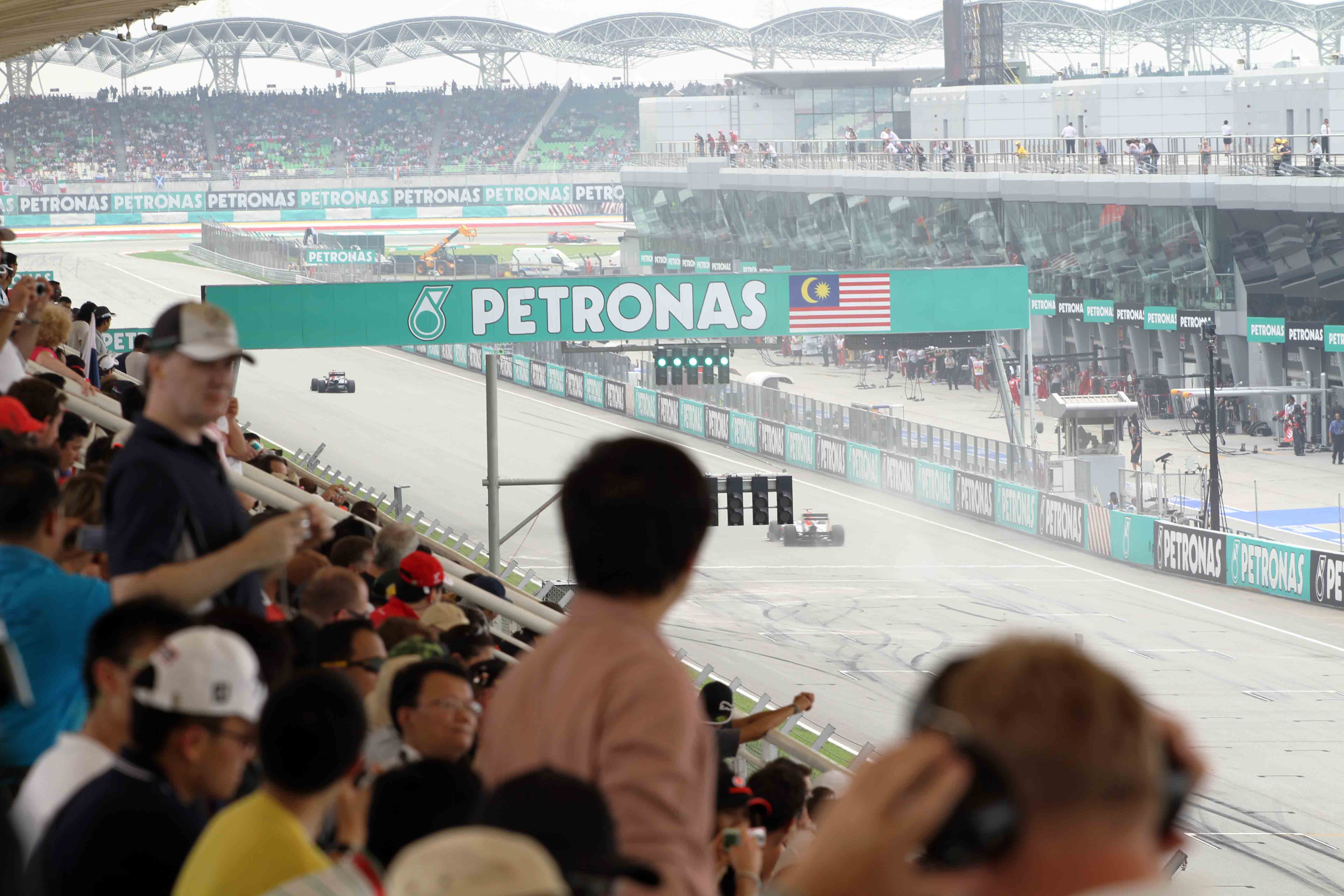
Đường đua quốc tế Sepang trong Grand Prix Malaysia năm 2011, thu hút nhiều người hâm mộ tại Malaysia.

Các môn thể thao phổ biến tại Malaysia gồm bóng đá, cầu lông, khúc côn cầu, bóng gỗ, quần vợt, bóng quần, võ thuật, cưỡi ngựa, thuyền buồm, và trượt ván. Bóng đá là môn thể thao phổ biến nhất tại Malaysia và quốc gia đang nghiên cứu về khả năng ứng cử làm đồng chủ nhà của Cúp bóng đá thế giới năm 2034. Các trận đấu cầu lông thu hút hàng nghìn khán giả, và kể từ năm 1948 thì Malaysia là một trong ba quốc gia từng giành chức vô địch Thomas Cup. Liên đoàn bóng gỗ Malaysia được đăng ký vào năm 1997. Các thành viên của quân đội Anh Quốc đưa môn bóng quần đến Malaysia, cuộc thi đấu đầu tiên được tổ chức vào năm 1939. Hiệp hội bóng quần Malaysia được hình thành vào ngày 25 tháng 6 năm 1972. Đội tuyển khúc côn cầu nam quốc gia của Malaysia xếp hạng thứ 13 thế giới vào tháng 11 năm 2013. Cúp Khúc côn cầu thế giới lần thứ ba và lần thứ 10 được tổ chức tại Kuala Lumpur. Malaysia cũng có đường đua công thức 1 riêng là Đường đua quốc tế Sepang. Đường đua tổ chức giải Grand Prix đầu tiên vào năm 1999.
Hội đồng Olympic Malaya được hình thành vào năm 1953, và được IOC công nhận vào năm 1954. Malaysia lần đầu tiên tham gia Thế vận hội vào năm 1956 tại Melbourne. Hội đồng được đổi tên hành Hội đồng Olympic Malaysia vào năm 1964, và tham gia hầu hết các kỳ Thế vận hội kể từ khi ra đời (trừ Thế vận hội năm 1980 tại Moskva). Số vận động viên lớn nhất mà Malaysia cử tham gia Thế vận hội là 57 trong Thế vận hội Mùa hè 1972. Các vận động viên Malaysia giành được tổng cộng sáu huy chương Thế vận hội, trong đó có năm huy chương tại môn cầu lông. Quốc gia tranh tài trong Đại hội thể thao Thịnh vượng chung kể từ năm 1950 với tên Malaya, và năm 1966 với tên Malaysia, đại hội từng được tổ chức tại Kuala Lumpur vào năm 1998.